# Константиновский, Матвей Александрович
Матве́й Алекса́ндрович Константи́новский, Матфе́й Рже́вский, отец Матфе́й Константи́новский (Матөе́й Константи́новскій) (6 [17] ноября 1791, село Константиново, Новоторжский уезд, Тверская губерния — 14 [25] апреля 1857, Ржев, Тверская губерния) — священник Православной Российской церкви, протоиерей ржевского Успенского собора, проповедник, миссионер, преследователь раскола, духовный наставник Николая Гоголя, обер-прокурора Святейшего синода Александра Толстого, государственного контролёра Тертия Филиппова.

## Детство и юность
6 (17) ноября 1791 года у Александра Андреева, дьякона Свято-Троицкой церкви села Константиново Новоторжского уезда Тверской губернии, родился сын, окрещённый Матфеем. На пятом году жизни родители начали обучение сына грамоте, «на седьмом году он уже довольно бойко читал церковные книги».
По достижении восьми лет Матвей был определён в Новоторжское духовное училище. Не имея собственной фамилии, Матвей получил её в училище от названия своего села. Позднее он сам подписывался и как Александров (по отцу), и как Константиновский.
Несмотря на своё прилежание, в первые годы обучения в Новоторжском училище Матвей отставал от своих сверстников. Укреплению его памяти помогли, по словам самого Матвея Константиновского, молитвы к преподобному Ефрему Новоторжскому и его явление Матвею вместе с каким-то другим угодником.
Биограф М. А. Константиновского Евгений Поселянин писал о его скромности, благочестии и жертвенности в отношении неимущих уже в отроческие годы. Матвей постоянно посещал церкви, особенно Новоторжский Борисоглебский монастырь, основанный ещё в XI веке преподобным Ефремом Новоторжским. К мощам этого святого он поставил себе за правило ходить ежедневно, и исполнял это во время своей жизни в Торжке.

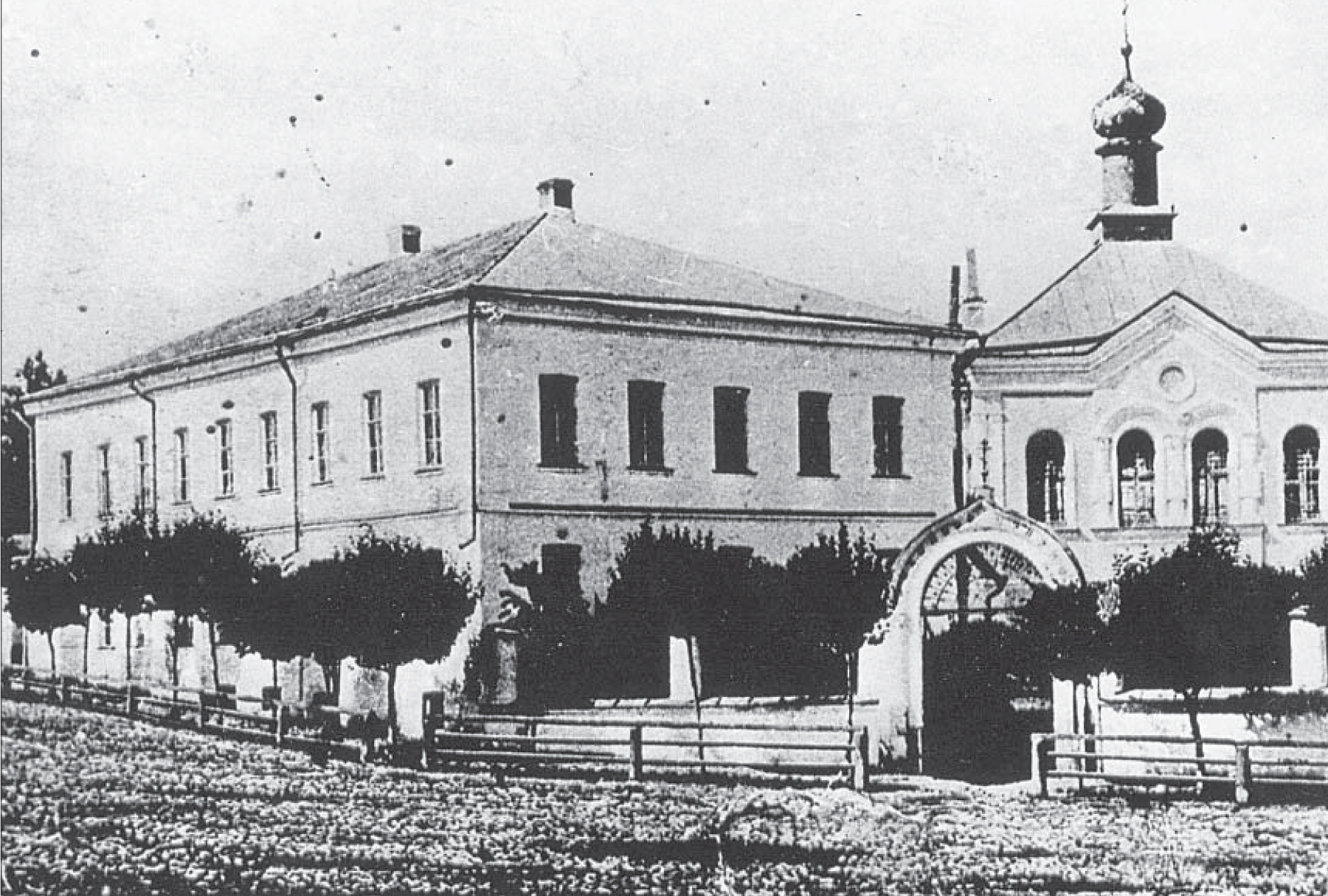
Духовное училище г. Торжка

Жильё Константиновского стало местом, где Матвей устраивал соседям по постоялому двору Торжка чтения Евангелия и катехизиса. Такие же чтения своим землякам сопровождали приезды Матвея домой на летний отдых либо на праздники. Таким образом, склонность к миссионерству, вероучительности и назидательному чтению сформировалась в будущем проповеднике в совсем юном возрасте и сохранилась у Матвея Александровича до последних дней.
Закончив Новоторжское училище, Матвей поступил в Тверскую Духовную семинарию, где его однокашником был П. А. Плетнёв. Знакомство это, впрочем, не сыграло никакой роли в дальнейшей жизни Константиновского, поскольку духовные и умственные потребности будущего священника далеко отстояли от интересов пушкинского круга. Контакты Константиновского и Плетнёва возобновились позднее лишь при посредстве Н. В. Гоголя и Т. И. Филиппова. В семинарии Матвей с любовью изучал труды церковных святителей: Иоанна Златоуста и Василия Великого. Посещал Успенский Жёлтиков монастырь, монахом которого собирался стать. Однако в 1810 году, когда Матвей учился в среднем отделении семинарии, умер его отец, и желание иночества осталось неосуществлённым, поскольку две младшие сестры и мать нуждались в его заботе и обеспечении.

## Служба в Осечно (1814—1820)

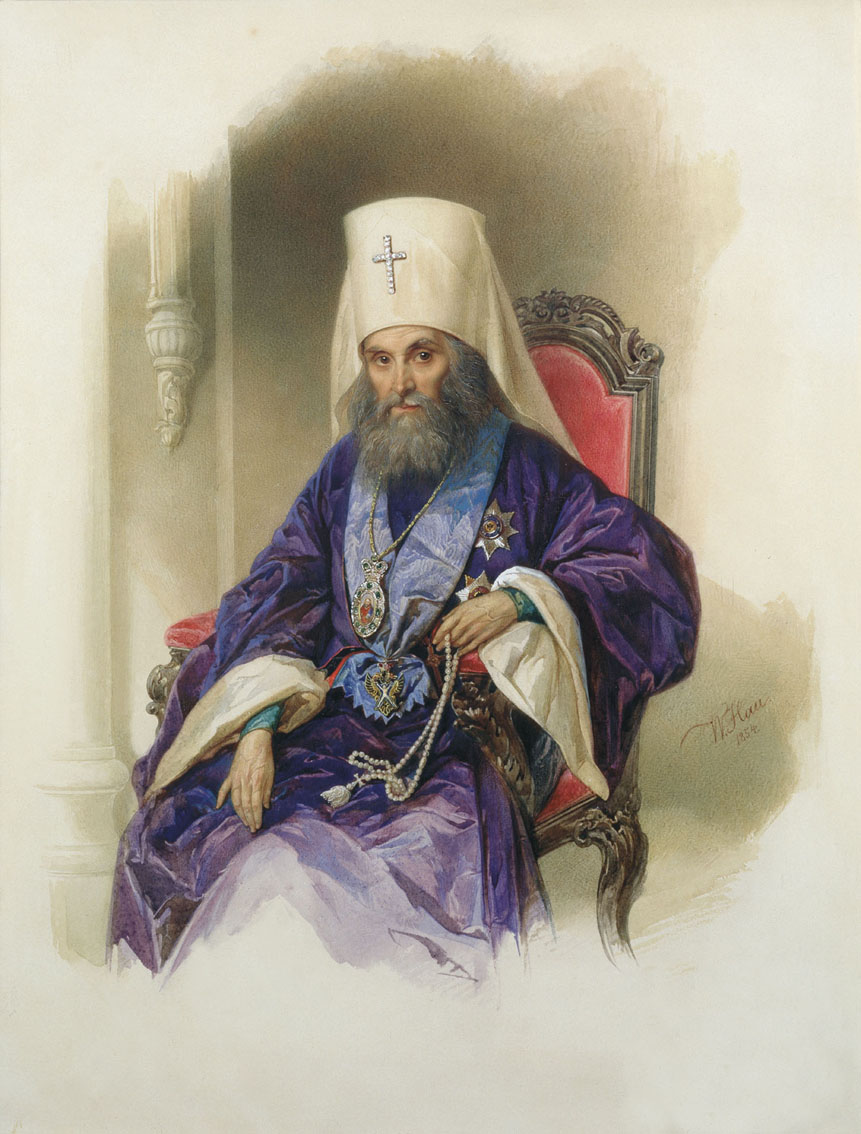
Митрополит Филарет, акварель В. И. Гау, 1854 г.

Окончив в 1813 году семинарию он женился в ноябре этого же года на дочери сельского священника, Марии Дмитриевне Григорьевой; 10 февраля 1814 года архиепископ Тверской и Кашинский Мефодий рукоположил его во диакона погоста Осечно Вышневолоцкого уезда Тверской губернии. В этом сане он служил до октября 1820 года. Подобно другим сельским священникам, чтобы прокормить свою семью, Матвей занимался сельскими работами сам, но при этом он брал с собой книгу Стефана Яворского «Камень веры» и читал её в перерывах работы. Позднее признательные прихожане стали ему помогать в его хозяйстве. В воскресные дни после литургии Константиновский ходил по соседним старообрядческим деревням с проповедью и объяснял старообрядцам Закон Божий. Спустя некоторое время он получил разрешение произносить проповеди непосредственно в церкви.
К этому времени относится столкновение молодого диакона с местным помещиком — генералом Цыбульским. Генерал по праву первого прихожанина позволял себе громко разговаривать и смеяться во время литургии. Диакон Матфей с согласия местного протоиерея и духовного отца генерала прилюдно упрекнул Цыбульского за неприличное поведение в храме во время службы. Возмущённый помещик вознамерился расквитаться со своим обличителем и удалить его из погоста Осечно, для чего отправился в Тверь жаловаться на молодого клирика преосвященному Филарету, будущему митрополиту Московскому. Владыка не посчитал однако наставление дьякона излишним и вступился за него перед генералом, отпустив просителя ни с чем.
Наоборот, архипастырь запросил дополнительные сведения о молодом дьяконе от местного благочинного и, когда их получил, попросил благочинного побывать в погосте Осечно и сообщить Константиновскому своё архипастырское благословение ему в присутствии всего местного причта. Побывав в Торжке, преосвященный Филарет ещё раз привёл в пример поступок диакона Матфея в качестве образца для подражания духовенству. В Осечне была ветхая колокольня, и когда Матфей, даже не будучи настоятелем храма, стал убеждать прихожан в необходимости строительства новой колокольни, прихожане начали жертвовать на богоугодное дело. Генерал Цыбульский воспринял инициативу дьякона отрицательно, а своим крепостным запретил пожертвования храму. После этого некоторые из крепостных стали жертвовать на колокольню негласно. Архиепископ Филарет, разведав об этом, запретил помещику вмешиваться в крестьянские пожертвования, а дьякону подготовил повышение в другое место.
Другой случай, по мнению биографа, говорил о силе и твёрдости веры Матвея Константиновского. В уездном Торжке при возведении нового храма и сломе старого открылась гробница святой княгини Иулиании с источником воды. Воду эту брали многие, и некоторых она будто бы исцеляла. Когда к источнику подоспел Матвей, воды там больше не осталось, а вместо источника на дне могилы оказалась небольшая яма, куда вода стекала сверху. Тогда Матвей, с детства страдавший глазами и болями в груди, собрал остатки жидкой грязи, помазал ею глаза, а остальное с молитвой святой заступнице принял внутрь. После этого он почувствовал себя исцелённым, а всем неверующим в это событие заявлял: «Что ж тут удивительного! Господь брением исцелил очи слепорожденного, брением исцелил и меня, и вот я с тех пор не болею, совершенно не болею».

## Служба в Диеве (1820—1833)
Дьякон Матвей не искал выгодного места, а служил там, куда его определяло руководство епархии: «Нужно ждать, когда и куда Бог призовёт, — говорил он, отшучиваясь, — Бог даст — и на печку подаст». 30 октября 1820 года, после того, как Матфей шесть с половиной лет прослужил в сане дьякона, распоряжением преосвященного Филарета он был рукоположен в иереи и назначен на службу в село Диево, Бежецкого уезда (обряд рукоположения осуществлял архиепископ тверской Симеон). Местное население было представлено преимущественно карелами-язычниками, поэтому Константиновский в течение 13 лет настойчиво насаждал среди них христианство.
По воскресным, праздничным дням и в храме, и на улице Матфей обращался с пастырским словом к своей иноплеменной пастве, пока большинство из них, включая детей, не смогли освоить главные молитвы «Отче наш», «Богородице Дево, радуйся» и т. д., а также основные заповеди. Проповедь отца Матвея была настолько проникновенная, что задевала за живое самых беспросветных грешников. В конце концов, стараниями миссионера, по словам биографа, бывшие язычники обратились к христианской вере и за духовным наставлением обращались к своему сельскому батюшке — отцу Матфею.
Само село принадлежало помещикам Демьяновым, с ними Матвей Константиновский, со слов Тертия Филиппова, состоял в тесных дружеских отношениях. Возможно, благодаря этому знакомству во время пребывания отца Матфея в Диеве его стараниями была построена новая каменная Введенская церковь. Все тринадцать лет его служения там сопровождались почти непрерывным проведением церковных служб. Причт молодого священника, не знакомый ранее с таким ревностным служением, первое время упрекал Константиновского за вынужденную тягостную многочасовую службу в храме. Отец Матфей в ответ на упрёки подчинённого смиренно кланялся в ноги такому клирику и просил у него прощения за тяготы службы.

## Служба в Езьске (1833—1836)

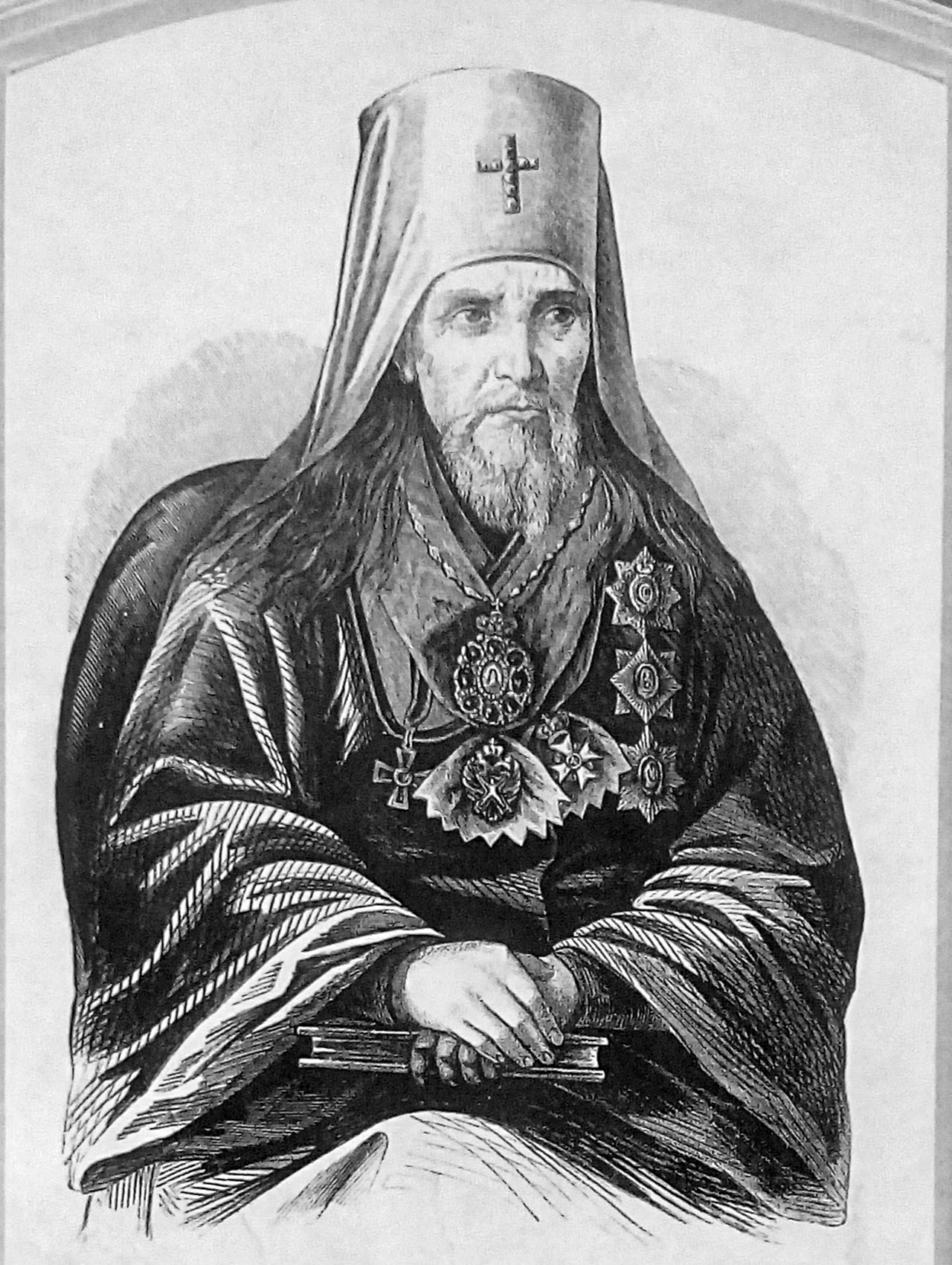
Архиепископ Тверской и Кашинский Григорий (Посников), будущий митрополит Санкт-Петербургский

16 марта 1833 года состоялось новое назначение Константиновского. На этот раз по просьбе крестьян прихода села Еськи (Езьсково или Езьск) он был переведён священствовать в это древнее (по новгородским документам XII века) село. Пастырское служение отца Матфея здесь продолжалось в том же русле, что и прежде. Новым было только то, что после вечерней службы в его настоятельский дом для назидательных разговоров, чтений Четьих-Миней, исполнения акафистов приглашались рядовые прихожане местной церкви Богоявления Господня. Вскоре такие приватные встречи сделались настолько популярными, что разместить всех посетителей этих душеполезных бесед уже оказалось невозможным.
Слухи о подобной инициативе отца Матфея просочились к священникам окрестных сёл и вызвали их отрицательную реакцию. В декабре 1833 года Иоанн Градницкий, бывший благочинным Тверской епархии, предписал Константиновскому «чтоб бываемое в доме его с собирающимися прихожанами пение и чтение слова Божия в ночное время прекратить…» Последующий донос отца Иоанна архиепископу Тверскому Григорию включал в себя, помимо обвинения в ереси, указание на сокрытие у себя (под видом странноприимства) беглых преступников. Он повлёк за собой расследование действий отца Матфея. В результате расследования инициатива отца Матфея была оставлена без последствий. Владыка (будущий митрополит Санкт-Петербургский) ночных собраний Константиновского не запретил, хотя и не благословил. Однако в 1835 году архиепископ Григорий, находясь у престола, сообщил бежецким священнослужителям: «Вот вам образец, подражайте ему. И я более ничего не желаю». Тем распря бежецких иереев и закончилась.
Как пишет В. В. Вересаев, «В каждом селе, где жил о. Матвей, он пользовался всяким случаем для назидания прихожан, — не только во время церковных служб, но и при посещениях на дому, при поминовениях, елеосвящении и т. п.»

Слышанное от о. Матвея прихожане переносили в свои дома и передавали по возможности в свои семейства; а от этого в шумном прежде и весёлом селе (Езьске) реже стали слышаться мирские соблазнительные песни и игры: во многих местах и домах их заменили духовными песнями и назидательными разговорами. Даже малые дети в своих детских играх пели: «Царю небесный», «Святый Боже», «Богородице, Дево, радуйся» и другие более известные молитвы. — Н. Грешищев. Очерк жизни в Бозе почившего ржевского протоиерея о. Матфея Константиновского. «Странник», 1860, № 12, 263.
17 июня 1836 года Матвей Константиновский был переведён в город Ржев, имевший обширную старообрядческую общину. Архиепископ Тверской и Кашинский Григорий, направляя его в ржевскую Спасо-Преображенскую церковь, напутствовал его следующим образом: «Отец Матфей! Я хочу перевести тебя в город Ржев для действования на раскольников и в руководство для сего теперь же посылаю тебе три книжки. Бедности не увидишь, нападений не бойся; аще Бог по нас, то кто на ны?»
Жители Езьска и семья священника, опасаясь реакции со стороны раскольников, отговаривали Константиновского от перемещения во Ржев. С просьбой оставить отца Матфея в Езське прихожане села обращались к самому тверскому владыке, однако отец Матфей увидел в архипастырском приглашении Божью волю и твёрдо решил выполнить пожелание архиепископа. Как пишет биограф, «трогательным образом прощалось село с любимым священником: старики, молодые парни, взрослые мужики, девушки, матери с грудными младенцами пять верст провожали его, кланялись ему в ноги, принимая его благословение: некоторые провожали его до самого Ржева». Освободившееся после Константиновского место в приходе Езьска занял муж его дочери — священник Николай Грешищев. Зять Константиновского стал впоследствии первым биографом отца Матфея.

## Ржевский протоиерей (1836—1857)
Последние двадцать с лишним лет своей жизни отец Матфей провёл в уездном городе Ржев. Сначала его служение проходило в Спасо-Преображенской церкви, расположенной на Князь-Дмитриевской стороне, населённой старообрядцами. Служба во Ржеве началась с трений с раскольниками, в результате которых архиепископу тверскому Григорию поступил очередной донос на Матвея Константиновского, будто бы смущавшего прихожан своими проповедями. Вызвав к себе в Тверь ржевского священника, владыка обратился к нему следующим образом:

— Что ты делаешь во Ржеве? Мне доносят, что ты возмущаешь народ своими проповедями. Я тебя упрячу в острог! 

— Не верю, ваше высокопреосвященство, — отвечал отец Матфей. 

— Как смеешь так отвечать! — сказал владыка. 

— Да, не верю, ваше высокопреосвященство; слишком большое счастье пострадать за Христа, я недостоин такой высокой чести, — проговорил отец Матфей.
— И. Л. Леонтьев-Щеглов, «Гоголь и о. Матвей Константиновский»
В очередной раз преосвященный Григорий вынужден был простить строптивого ржевского священника, а побывав лично во Ржеве на литургии, проводимой Константиновским, попросил его произнести перед паствой проповедь, которую внимательно выслушал и после поблагодарил проповедника: «Ты можешь читать проповеди, не записывая их предварительно». 28 октября 1838 год архиепископ Григорий возвёл Константиновского в сан протоиерея «за непрерывное, ясное, весьма сильное и убедительное проповедование слова Божия» с правом «произносить свои поучения изустно, по вниманию к его духовной опытности и глубокомыслию», как отметил преосвященный Григорий в протоиерейской грамоте.
Версию об осложнениях отношений Матвея Константиновского с архиепископом Тверским на почве влияния на преосвященного старообрядцев, излагаемую В. А. Воропаевым, подвергает сомнению другой биограф отца Матфея. По его словам: «разве архиерей, пославший в Ржев о. Матфея для усиленного „действования на раскольников“, стал бы его бранить за жалобы, от этих самых раскольников полученные? Вряд ли; скорее, наоборот, похвалил бы, да пожелал ещё более усиливать своё успешное „действование“, и уж, во всяком случае, не стал бы по таким пустякам вызывать немолодого протопопа в Тверь для личных объяснений». В этом свете причиной выговора от владыки могли быть «непредсказуемые и необъяснимые действия самого о. Матфея, которыми была буквально усыпана вся его биография», подобные ночному пению в Езське, истории со старообрядческими мощами — отрезанной головой неизвестного происхождения и т. п.

### Борьба со старообрядчеством

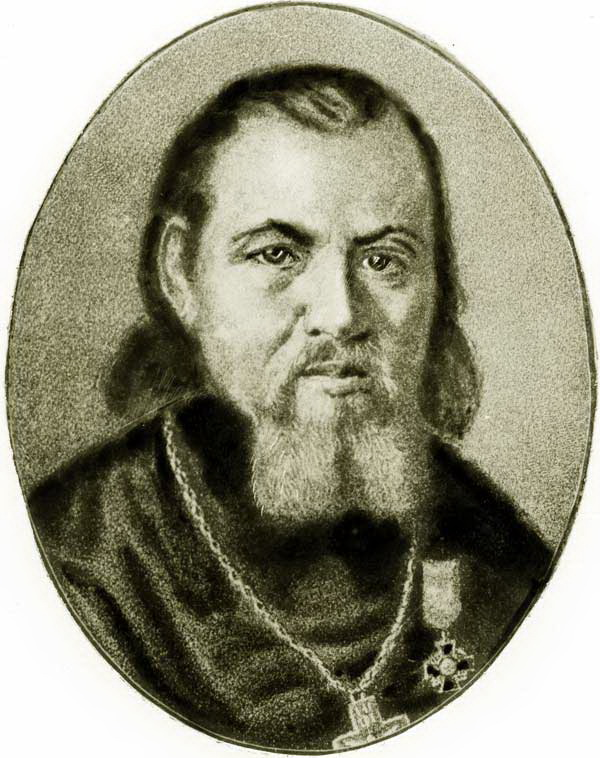
Протоиерей Матвей Александрович Константиновский с орденом Святой Анны

Поскольку для Ржева было исторически характерным доминирование в духовной сфере старообрядчества, а кроме этого раскол, по мнению тверской епархии, к этому времени стал ещё более распространяться, то для укрепления позиции синодального православия в ржевских приходах был совершенно необходим особенно усердный в миссионерстве и проповедничестве священник. Энергичных, решительных миссионеров, готовых со знанием дела проповедовать среди староверов, было не так много, поэтому тверская епархия сделала упор на наступательное проповедничество Матфея Константиновского.
Однако назначенный на служение во Ржев Константиновский справился со своей задачей не полностью. Все двадцать лет пребывания миссионера во Ржеве отмечены усилением борьбы со староверами, как и ранее — в Диеве и Езське, — отец Матфей показал себя не только усердным и примерным священником, но и весьма настойчивым и неотступным проповедником. Как и в Диеве, миссионер ходил по старообрядческим домам (особенно в начале своей карьеры), вступая со старообрядцами в догматические споры и убеждая в ошибочности их взглядов на церковную жизнь. В ответ на это многие староверы и раскольники лишь замкнулись в себе и не отвечали на его горячие проповеди ни единым словом.
Поступать иначе у них порой не было возможности. Дело было не в отсутствии убедительных аргументов в защиту «древлего благочестия». Активное несогласие с официальным православием, не говоря о том, чтобы просто не пустить в дом непрошенного гостя, могло быть истолковано как «оказательство раскола» с последующими карательными мероприятиями вплоть до высылки или помещения в острог и т. д. Принудительные проповеди отца Матфея весьма не нравились старообрядцам, поскольку миссионерский порыв рьяного проповедника не предусматривал выслушивания аргументов противоположной стороны или попытки диалога с теми, кто подлежал «вразумлению». Доказывание заблуждений раскольников было односторонним и навязчивым без какого-либо рассмотрения доводов старообрядцев и попытки найти с ними общий язык. Вся сила проповеди Константиновского заключалась лишь в могучем проповедническом даре и неотразимом красноречии священника.
Но, поскольку проповеди всё-таки не достигали желаемого результата, в 1837 году была закрыта и запечатана старообрядческая молельная на Князь-Фёдоровской стороне Ржева (около кладбища на р. Серебрянка). В 1843 году помещение было «добровольно» передано под единоверческую Успенскую церковь. В 1837 году появилась ещё одна ржевская единоверческая на этот раз Благовещенская церковь. В распоряжении староверов оставалась единственная молельная в городском центре. Настоятелем церкви являлся старообрядческий священник отец Яков Исаевич Сурнин.
Конфессионально доминирующая староверческая община долгое время искала способа удалить ненавистного нововерческого проповедника из города. Вместо этого 1 мая 1849 года Константиновский стал штатным протоиереем ржевского Успенского кафедрального собора. Слава Константиновского к этому времени давно перешагнула пределы Тверской епархии, его заслуги знали в обеих столицах, но центром духовного притяжения для священника по-прежнему оставался Ржев с его «коснеющей в раскольничьей ереси» паствой. Кульминацией в преследовании раскола стал последний год жизни Матвея Александровича.
В августе 1856 года, когда протоиерей совершал всенощную службу, дом его был подожжён раскольниками, хотя точных указаний на причину пожара не имеется. Распорядившись продолжать службу, отец Матфей направился к дому спасать иконы. В результате пожара дом был полностью уничтожен, особенно горько жалел отец Матфей об утрате библиотеки духовной литературы в три тысячи томов. Состоятельное купечество и дворянство организовали сбор средств на приобретение нового жилья (большую часть средств выделил ржевский помещик И. А. Демьянов), и уже через месяц Константиновский переехал в каменный особняк с земляным наделом.
После этого в декабре 1856 года отцом Матфеем на имя обер-прокурора Святейшего Синода была написана пространная служебная записка «Обстоятельства жителей города Ржева в религиозном отношении, требующие исправления». В этой записке помимо прочего речь шла о последней раскольничьей молельне. К этому времени М. А. Константиновский был на вершине своего могущества. Обер-прокурором Святейшего Синода стал личный друг отца Матфея — граф Александр Петрович Толстой, бывший тверской губернатор (1834—1837). Не без его влияния, как отмечает Тертий Филиппов, Константиновский был переведён во Ржев. В распоряжение протоиерея был специально выделен письмоводитель по раскольничьим делам. В своём докладе Константиновский писал:

Между жителями Ржева также есть немалая часть единоверцев. Церковь их находится вне города. Необходимо нужно дозволить освятить находящуюся внутри города раскольницкую молельню на церковь. Они сами сего просят: но медленность в исполнении священно-спасительного их желания весьма для них оскорбительна. Они недавно сами обратились из раскола, — ещё юны, им нужны подкрепления благодатные через молитвы и присутствия при священнодействии сообщаемые. Своя церковь далеко, не всякий и не во всякое время, по влечении своего духа, может быть в ней, по необходимости остаётся дома, немудрено, что и ослабеет…

Для спасения столь многих погибающих от их развращения, нужно обратить внимание в духе истинной христианской любви на то, чтобы: 

а) истребовать свидетельства, почему они сделались попами; 

б) удалить из общества таких возмутителей церковного мира; 

в) уничтожить явные соблазны; 

г) изгнать из города Ржева всех иноков и инокинь, питающих раскол под видом лицемерной набожности и подлое своекорыстие; 

д) далее всего при составлении ревизии иметь строгое и верное наблюдение, писать семейства законные и отделять незаконные…
— М. А. Константиновский, «Обстоятельства жителей города Ржева в религиозном отношении, требующие исправления»
Вскоре городской голова Ржева Евграф Васильевич Берсенев (сам единоверец) начал сбор подписей ржевитян под письмом в столицу о передаче городской территории, занимаемой «раскольницкой моленной» не то под строительство моста, не то для передачи ямщикам. Когда подписи были собраны, выяснилось, что речь в письме шла о передаче староверческой молельни единоверам. Молодой император Александр II в самом начале 1857 года удовлетворил прошение, и уже в феврале городские власти Ржева, подстрекаемые Матфеем Константиновским, начинают мероприятия по передаче молельни единоверческой церкви. Обнаружив обман, старообрядцы приготовились защищать «моленный дом». Прибывший на место инцидента городничий зачитал императорский указ, подтвердив тем самим действия местных властей авторитетом верховной власти.
Однако староверы твёрдо решили стоять до конца невзирая на угрозы со стороны городского начальства, с иконами и молитвами, обречённо ждали они развития событий. В пожарных бочках была привезена грязная вода, которой начали поливать строптивых ревнителей «древлего благочестия» (это была инициатива Берсенева, бывшего старовера). Однако решившие пострадать во имя Христа раскольники стояли продрогшие в ледяной одежде и не трогались с места. На следующий день против безоружных восставших был послан для устрашения гусарский полк, но и это не остановило протестующих раскольников. После этого был подтянут ещё один гусарский и один пехотный полк, которым удалось силой вытолкать обманутых старообрядцев с территории их богослужения.
Т. И. Филиппов в письме графу А. П. Толстому писал:

Положено было морить старообрядцев голодом, не пропуская никого ни к ним, ни от них. Тем временем приехал из Твери князь Вяземский, начальник дивизионного штаба, назначенный начальником войск в Ржеве (здешний генерал Штапельберг сказался больным) и самого города, потому что город был объявлен на военном положении. Обратились с просьбой к князю Вяземскому, чтобы он надел весь парад свой и съездил поговорить со старообрядцами. А время случилось к ярмарке, народу на той стороне было без конца. На старообрядцах не было лица, они стояли синие и бледные, на лицах было уныние самое глубокое, но более трогательны, чем ожесточённы. Они как-то заглядывали в глаза, ища сострадания. Люди сторонние не могли воздержаться от слёз… Когда князь Вяземский поехал по улицам, они пали на колени и раздирающими голосами завопили: «Батюшка, помилуй! Заступись за нас!.»
— Долгополов А. А., в сб. «Ржевский край», под редакцией Н. Шульца, Б. Абрамова, Н. Вишнякова. — Ржев, 1927.
Арестовав 260 старообрядческих протестующих, власти не теряли надежды на усмирение по своему сценарию. Протестантам была предложена «амнистия» в обмен на согласие передать спорный дом единоверцам. В противном случае их ждало наказание. Вынужденные перед угрозой насилия согласиться на это, арестованные бунтари были отпущены домой, а церковь, наконец-то, 22 марта перешла к единоверцам. Е. В. Берсенев рапортовал обер-прокурору А. П. Толстому: «Ваше сиятельство, милостивейший государь Александр Петрович! По воле всеавгустейшего монарха нашего, гнездо ржевского раскола рушилось. И к общей радости всех православных жителей нашего города, ржевским раскольникам молельная большею частью принадлежащая, — нам сего 22 марта передана в епархиальную ведомость… С лишением их молельной, лишилась и крепкая связь между теми, которые поддерживали их дух противления святой церкви. Теперь убеждены, что после сего действия сделались благоприятные для присоединения в православную церковь».

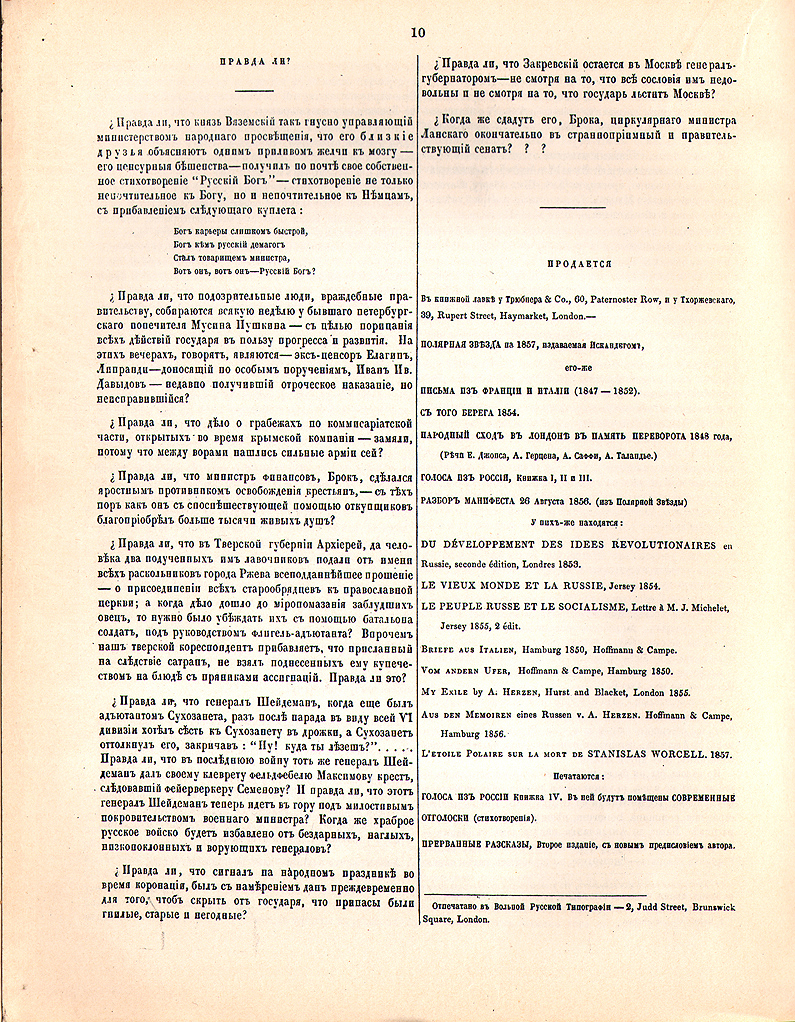
В заметке первого номера лондонского «Колокола» А. И. Герцена «Правда ли, что в Тверской губернии…» правда соседствует с вымыслом.

Жизнь однако показала, что радость представителей власти оказалась преждевременной. Очевидец И. Красницкий, побывавший во Ржеве полтора десятилетия спустя, писал: «Казалось бы, что раскольники, утратившие свою молельную и вместе с нею и влияние на толпу, производимое ложным благочестием и старинными обрядами, должны присоединиться к единоверию: но ничуть этого не бывало, они снова устроили себе молитвенный дом, в котором по-прежнему совершают богослужение по книгам раскольничных толков…».
Старообрядцы характеризовали Константиновского как совратителя, гонителя веры и даже Антихриста и называли его другими «поносными именами». Многие из них считали за грех слушать его речи. Существует рассказ о том, как протоиерей, идя по городской площади, повстречал двоих неизвестных, пожелавших его благословения. Приготовившись благословить, он поднял руку, после чего один из встречных плюнул ему в ладонь, больно ударив по правой щеке, а второй — по левой. По словам Воропаева, отец Матфей просил городничего простить хулиганов, инсценировавших евангельскую притчу о непротивлении злу.
Сам государственный контролёр Тертий Филиппов позднее несколько противоречиво отозвался о миссионерской деятельности своего в прошлом горячо ценимого наставника. С одной стороны, Константиновский «дал дальнейшему ходу раскола во Ржеве совершенно иное и для православия весьма благоприятное направление», а с другой: «и победа его была бы ещё благотворнее, полнее и чище, если бы в последнее время своей жизни он не принял прямого и усердного участия в преследовании раскола».
В результате противостояния часть старообрядцев Константиновскому удалось присоединить к синодальной церкви, ещё большую часть к единоверческой, но значительная часть верующих осталась в расколе. Биографы сходятся в том, что во Ржеве, где священник прослужил половину своей жизни, ему пришлось вынести множество нареканий, бед и обид.

### Болезнь и смерть

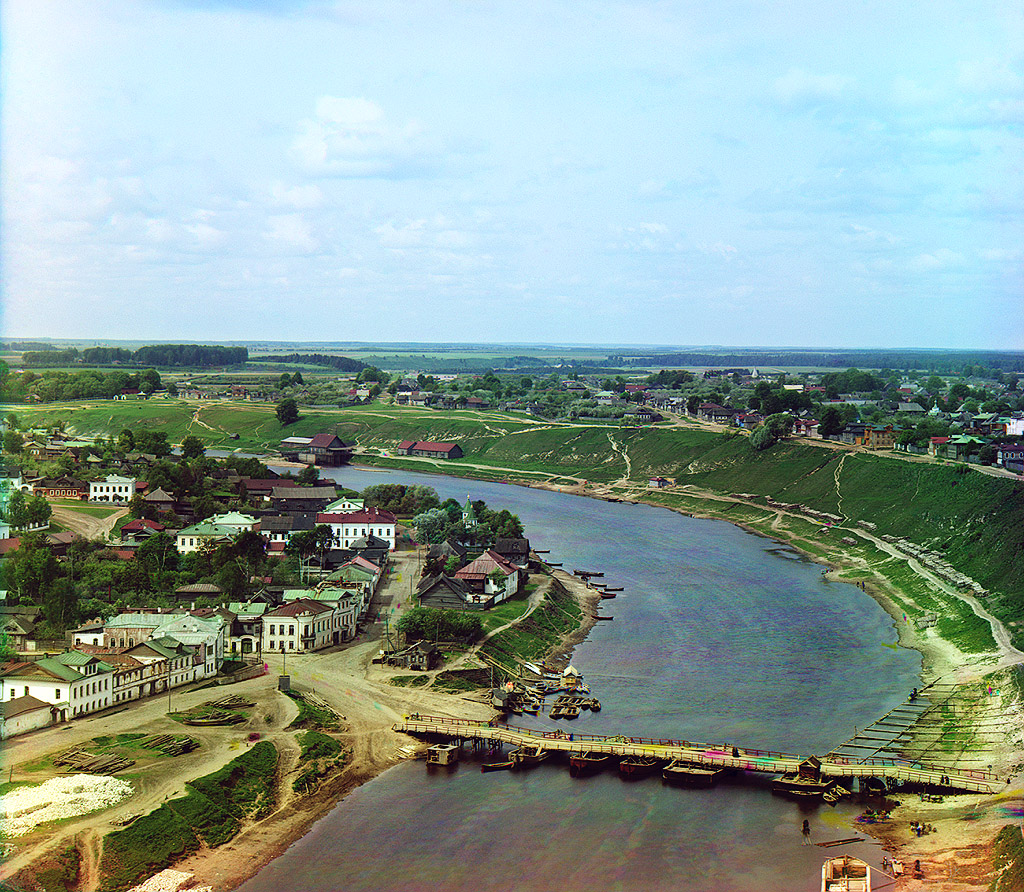
Вид на Волгу в Ржеве, начало XX века. Фотография С. М. Прокудина-Горского.

Сам Константиновский, явившись инициатором передачи последнего старообрядческого молельного дома единоверцам, активного участия в противостоянии раскольникам принимать не мог, так как был в это время уже смертельно болен, но по-прежнему совершал все храмовые службы. Отголоски раскольнической драмы в виде пожара его дома не могли не отразиться на его состоянии. Болезнь водянка затрудняла его передвижение и длительное стояние во время службы.
Став настоятелем Успенского собора, он до последних дней не пропускал ни одной службы, и если не оказывалось на месте звонаря или причетников, Константиновский сам звонил в колокола, сам пел, читал за псаломщика, разжигал кадило и т. д. «Господь не допустил его до службы», — отзывался в таких случаях протоиерей об отсутствующем клирике, не попрекая его за отсутствие на службе.
С осени 1856 года здоровье Константиновского день ото дня ухудшалось, он лишился сна, слабел, так, что почувствовал приближение смерти. Он больше молился и, перед тем как идти в церковь, восклицал: «Не знаю, приведёт ли Господь сегодня отслужить, и доживу ли до вечера». 28 декабря во время утренней службы он почувствовал себя плохо и попросил пригласить духовника. Однако болезнь длилась полгода. В болезненном состоянии он провёл Великий пост, начиная службы едва держась на ногах, но к концу службы несколько приободряясь. При этом на всякой литургии отец Матфей по-прежнему произносил проникновенную проповедь своей пастве.
9 марта ослабевшего священника на руках вынесли из собора, с этого времени его службы прекратились. 12 марта Константиновский на таинстве исповеди приобщился Святых Христовых Таин и после этого перестал принимать пищу. В этот же день Тертий Филиппов писал Александру Толстому: «Сейчас я пришел от отца Матвея; его соборовали пять священников в присутствии его друзей. По совершении таинства он прощался со всеми нами, и мы с великими слезами кланялись ему земно и просили его о прощении наших грехов против него. Он всем сказал по нескольку слов; уходя, я спросил у него, что он прикажет написать вам. „Напишите ему, — сказал он, — чтобы он не смел унывать, чтобы все перенёс ради избрания Божия, явно на нём показанного. Мы не должны ничего искать, но и уклоняться от того, к чему призваны, не имеем права“».
Второй раз отец Матфей соборовался в Пасху 7 апреля. В следующее воскресение 14 апреля он в третий раз исповедался и приобщился Святых Таин, простился с дочерью и зятем, дав наставление ему использовать пожертвования горожан на церковные нужды. В десять часов вечера он лёг в постель впервые за время болезни (до этого он всегда дремал сидя) и в половине одиннадцатого ночи скончался. В одиннадцать часов колокол Успенского собора оповестил город о смерти своего протоиерея.
За свою многолетнюю службу и успехи в деле укрепления официального православия Матвей Александрович был 25 февраля 1826 года награждён набедренником; в 1842 году — бархатной камилавкой, в 1847 году — наперсным крестом; в 1855 году представлен к ордену святой Анны третьей степени. С 1839 года Матвей Александрович — сотрудник тверского епархиального попечительства. С 1845 года — катехизатор, с 1849 года — благочинный, цензурующий проповеди.

## Деяния отца Матфея
Биографы отмечают милосердие, благотворительность и любовь к странноприимству Константиновского, сочетаемые с личной скромностью. Прибыв во Ржев, отец Матфей выбрал для жилья скромную квартиру, не помышляя о приобретении собственного дома. Тогда прихожане в складчину собрали деньги на приобретение дома, но эти деньги тут же были потрачены священником на подаяния неимущим. Когда деньги на дом были собраны во второй раз, их передали жене Константиновского, и дом был в итоге куплен. В воскресные и праздничные дни в дом к священнику на трапезу приходили скорбные и нищие, которым иерей часто прислуживал сам. Приходящих бывало по тридцать-сорок человек, проповедник никому не отказывал, первый этаж его дома был обустроен именно для таких приёмов.
Один ржевский мещанин, решивший покончить с собой из-за растраты, получил от Матвея Александровича пятьсот рублей серебром и указание молчать об этом. Ещё один бедняк пришёл к священнику попросить тёплой одежды и получил от иерея шапку с тёплым священниковым подрясником. Тогда ещё живая мать Константиновского стала упрекать сына за безрассудство, на что услышала: «Прости меня, матушка, во всем готов я слушать тебя, а в этом Сам Бог не велел мне тебя слушаться».
Один курьёзный случай, произошедший с протопопом, рассказал Иван Щеглов. В августе-сентябре 1853 года в скиту у раскольников отец Матфей нашёл чей-то череп (якобы преподобного Саввы). Исполненный религиозного энтузиазма миссионер изъял череп у раскольников и без санкции архиерея организовал крестный ход в ржевский кафедральный собор с иконами и хоругвями под звон колоколов и с пением псалмов для поклонения новообретённым мощам святого. Дело о самоуправстве с канонизацией неизвестного черепа докатилось до Святейшего синода и попало к митрополиту Филарету. В результате непонятная голова была перемещена в Тверской кафедральный собор, а на голову незадачливого протоиерея выпала очередная порция административных невзгод.

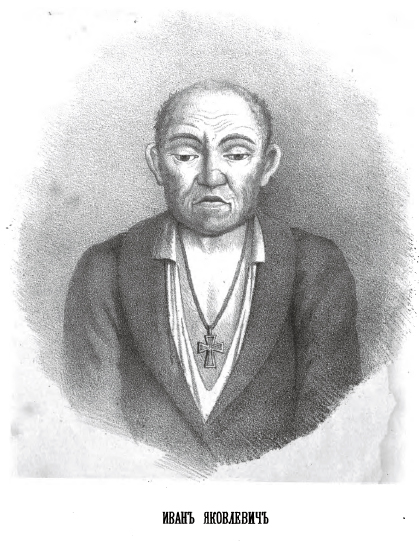
Иван Яковлевич Корейша

Пока шло разбирательство о страшной находке супруга, его жена, Мария Дмитриевна, получила скоротечную чахотку. За проштрафившегося протопопа вступился Т. И. Филиппов, специально посетивший московского святителя, хотя история с головой оставила у Филиппова неприятный осадок от поступка Константиновского: «Дело о ржевской голове очень затруднительно… Показания о. Матвея в этом деле для меня не имеют цены; как вам известно, он ни на минуту не выступал из области чудесного и явлениям самым обыкновенным любил придавать чрезвычайный смысл». (Из письма Тертия Филиппова оптинскому старцу отцу Э. В-у). Но уже в ноябре 1853 года, как сообщает А. А. Половцов, протоиерея пригласили в столицу с целью привлечения к более обширной миссионерской и противостарообрядческой работе, а также для наставления вновь прибывающих в Петербург представителей коренных народов Севера (в прежней терминологии — самоедов).
Со смертью жены связан случай ясновидения Матфея Константиновского, о котором упоминает В. А. Воропаев. Будучи весной 1854 года в столице «отец Матфей духом провидел смерть своей жены», страдавшей чахоткой. Предчувствуя недоброе, он совершил в Петербурге «панихиду по новопреставленной рабе Божией Марии», умершей 13 марта, и вслед за этим срочно отправился домой во Ржев, где нашёл подтверждение своим тревогам. Точно так же ржевский протоиерей, по словам Воропаева, двумя годами ранее предвидел скорую смерть Николая Гоголя.
Среди других эпизодов в жизни протоиерея биографы упоминают случай с некими прихожанином, который в результате горячей проповеди священника, направленной на обличение пустоты и греховности жизни вне церкви, изнурением и покаянием довёл себя до смерти. В другом случае в 1846 году Матфею Константиновскому удалось привлечь двадцатилетнего смоленского старообрядца-беглопоповца Макария Косьмича Козлова к православной церкви. Молодой мещанин впоследствии стал архимандритом Михаилом (в рясофоре Мелетий), он, как и многие, считал себя духовным чадом отца Матфея.
В своих записках архимандрит Михаил рассказал о встрече отца Матфея с известным блаженным Иваном Яковлевичем Корейшей.

Года два тому назад вздумал я, — говорил отец Матфий, — устроить придел во имя преподобного Дионисия, архимандрита Свято-Троицкой Сергиевой Лавры, в нашем Ржевском соборе, но средств к этому никаких не было. В это время, по неожиданному случаю, я вызван был в Москву, где по окончании своих дел, вздумал посетить Ивана Яковлевича, о котором много слыхал хорошего. На вопрос мой, будет ли успех в моём намерении устроить придел в соборе, он вместо ответа позвал к себе служителя и приказал ему принести маленький рассыпавшийся бочонок, что служитель немедленно исполнил. Иван Яковлевич начал прилежно исправлять бочонок, который через несколько минут и был готов, так что, как будто, нисколько не был повреждён: дощечки, донышки и обручи были все на своём месте, ни одной щёлочки было не видно. Исправленный бочонок он передал мне с сими словами: «На-ка, посмотри, ведь, кажется, хорош будет, не потечёт». — Архимандрит Михаил (Козлов), «Записки и письма»
Посетив Корейшу, Константиновский вернулся во Ржев, и далее, склонный, по словам Тертия Филиппова, придавать обычным явлениям необыкновенный смысл, следующим образом описывает историю постройки придела:

Находясь дома, при разговоре с одним благотворительным лицом, я объяснил ему своё намерение устроить новый придел. «Что же, это дало хорошее, начинайте, Бог вам поможет», — так мне ответил благотворительный собеседник и ушёл из моего дома. Через несколько дней после этого разговора начали являться ко мне один по одному из богатых граждан, каждый со своим заявлением помогать доброму, задуманному мною, делу материальными средствами: один обещался пожертвовать кирпичи, другой — лесу, третий — написать иконы, четвёртый устроить иконостас, а пятый заплатить за работу. И, таким образом, без дальних хлопот с моей стороны, при Божией помощи и помощи благотворительных граждан наших, которых я и не просил о пособии, придел устроен был в прекрасном виде, как вы видите, через непродолжительное время. Значит, предсказание Ивана Яковлевича посредством собранного им рассыпанного бочонка сбылось со мною на самом деле.
— Архимандрит Михаил (Козлов), «Записки и письма»

## Дар проповедника
Ты лишился двух жён. Я не думаю, чтоб счастлив был, получивши и третью жену… Ты лишился второй жены, — это значит, что они тебе, должно быть, не нужны. Ты пишешь, что тебе без жены жить трудно, — а кому же легко было достигать Царствия небесного? Кто без труда и без нужды получил оное? Смотри, брат, здесь мы гости: домой собирайся. Не променяй Бога на диавола, а мир сей на Царство небесное. Миг один здесь повеселишься, а вовеки будешь плакать. Не спорь с Богом, не женись… Видишь ли, что сам Господь хочет, чтобы ты боролся с плотью. Двух жён взял у тебя; это значит, что он хочет, чтобы ты жил чисто и достигал своего назначения… Ходи почаще на кладбище к жёнам и спрашивай у праха их: что, пользовали ли их удовольствия телесные? Не скажут ли и тебе: «Ты будешь то же самое, что и мы теперь». Так помни смерть; легче жить будет. А смерть забудешь — и Бога забудешь… Если здесь украсишь душу твою чистотою и говением, и там она явится чистою. Тебе также и то известно, что умерщвляет страсти: поменьше да пореже ешь, не лакомься, чай-то оставь, а кушай холодненькую водицу, да и то, когда захочется, с хлебцем; меньше спи, меньше говори, а больше трудись.
Отец Матфей Константиновский — Ф. С-чу (торговцу). Письма ржевского протоиерея о. Матфея Константиновского. Домашняя беседа, 1861, вып. 49, 958—960.
По единодушному отзыву биографов, отец Матфей обладал неповторимым природным проповедническим даром («обладал даром слова, превосходящим всякую меру», — Т. И. Филиппов). С младых лет, когда юный Матвей учился в семинарии, и до последних своих дней, проповедник умел необыкновенным образом привлекать к себе слушателей, облекая назидательные по форме речи в живую и понятную проповедь. Священник мог обращаться к своей пастве без перерыва в течение нескольких часов, не заучивая текст и без запинки, при этом назидательный смысл его речи не растворялся в риторических фигурах. Тверская епархия, выдвигая миссионера на ответственные посты в епархии, рассчитывала на умение Константиновского приковывать к себе внимание паствы своим словом, на убедительность и ясность его проповеди слова Божия. Немногие священники обладали правом выступать перед верующими без подготовки. «Я знал во Ржеве лиц, которым, по их образу мыслей, вовсе не было нужды в церковном поучении и которые однако, побеждаемые красотою его слова, вставали каждое воскресенье и каждый праздник к ранней обедне, начинавшейся в 6 часов, и, презирая сон, природную лень и двухвёрстное расстояние, ходили без пропуска слушать его художественные и увлекательные поучения», — писал современник.
Т. И. Филиппов, ценитель церковной литературы, русского фольклора и образного русского языка, отдававший предпочтение проповедям простого сельского батюшки перед рассуждениями столичных витий, развивал далее свою мысль следующим образом:

Ясность его изложения достигла до того, что даже самые возвышенные и тонкие христианские истины, которых усвоение впору философствующему уму, он успевал приближать к уразумению своей большею частию некнижной аудитории, которая вся обращалась в слух, как только он выходил за налой, и молчание которой прерывалось по временам только невольным ответным возгласом какой-либо забывшей, где она, старушки или внимательного отрока, пораженного проникающим словом. Одним словом, его поучение было совершеннейшею противоположностию тому виду церковной проповеди, в каком она предлагается в Казанском и Исаакиевском соборах очередными столичными проповедниками и в каком, за весьма редкими исключениями, она остаётся совершенно бесплодною для народа, который каждый раз, однако, теснится около кафедры в томительном ожидании, не попадет ли в его засохшие от духовной жажды уста хоть капля освежающей воды.— Филиппов Т. И., «Воспоминание о графе Александре Петровиче Толстом».
Во время проповеди священник настолько воодушевлялся, что ничто его не могло смутить или сбить с мысли, ни многолюдство, ни присутствие высокопоставленных чиновников. В ноябре 1853 года М. А. Константиновского попросили отслужить литургию в присутствии императора Николая I, которому доложили о его таланте проповедника. Богослужение отправлялось в домовой церкви T. Б. Потемкиной. Будучи уже опытным и известным протоиереем, отец Матфей, тем не менее, не мог в начале службы совладать со своей робостью, но после чтения диаконом Евангелия, обычное присутствие духа к ржевскому проповеднику вернулось, и вслед за литургией он произнёс красноречивую проповедь.
Проповеди Константиновского большей частью были утрачены. Те, что удалось сохранить, на бумаге производили менее яркое впечатление, нежели в живом исполнении. Попытка собрать оставшееся почти ни к чему не привела. Священник Скорбященской церкви в Твери Димитрий Матвеевич Константиновский так писал А. П. Толстому спустя полгода после смерти отца: «Вашему сиятельству угодно было изъявить своё желание — оживить в памяти и, если можно, отпечатать проповеди папеньки, и поэтому мною одна проповедь послана Вашему сиятельству. Но эта проповедь, как писанная после произнесения и как написанная чужою рукою, ненадежна и многое в ней по моему скудному разумению сомнительно, то несравненно лучше бы было читать проповеди, написанные рукою папеньки. Он преосвященнейшим Григорием назначен был катехизатором и свои катехизические поучения представил преосвященнейшему на рассмотрение, и они не возвращены».
А вот слова зятя священника, Николая Грешищева, тоже священника: «Убеждал ли он, — его убеждение было сильно и убедительно. Обличал ли он, — его обличение трогало сердце и возбуждало раскаяние. Угрожал ли он, — его угроза нередко наводила ужас на слушателей. Умолял ли он, — его умоление было трогательнее и действеннее самого [за]прещения. Вообще, в разговоре и, в особенности на кафедре церковной о. Матфей был неподражаем».

## Отец Матфей в частной жизни

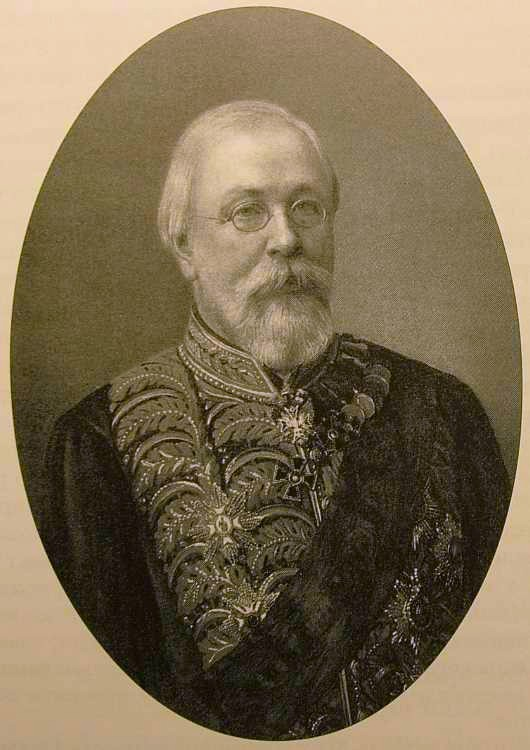
Тертий Иванович Филиппов, публицист-славянофил и государственный контролёр

Широко известен аскетизм отца Матфея. Ещё в молодости, в бытность свою диаконом в Осечно, он отказался от мясных блюд, а алкоголь он не принимал и до этого. Не позволял себе отец Матфей и иных развлечений, живя просто, и даже скорее бедно. Во Ржеве первые десять лет священник пил только воду. Лишь в последние десять лет он позволял себе иногда кофе для подкрепления сил. В Великий пост неделю, а иногда и две, Константиновский воздерживался от любой пищи, точно также на Страстной неделе. По средам и пятницам протоиерей питался один раз в день несмотря на тяготы церковной службы, но при этом мог нарушить свой пост находясь в гостях, следуя заповеди: «Да не явится пред человеком постящимся» (Мф. 6, 16). Любимым его делом между утренними и вечерними службами было чтение житий святых и иной духовной литературы.
Отец Матфей всегда стремился не пропустить ни единого богослужения, он был противником каких бы то ни было сокращений в церковной службе, даже незначительных. Он осуждал торопливость и невнятность во время исполнения акафистов и псалмов. Он был строг не только к себе, но и к своим домашним, и к духовным чадам, настаивая на регулярном присутствии на храмовых службах. Подобная требовательность и взыскательность среди обычных священников в то время была редкостью. Матвей Александрович следующим образом распределял своё время: в три часа ночи шёл к утренней службе, возвращаясь после литургии около двенадцати. После несколько дремал, а потом обедал. После чтения и молитв шёл к вечерней службе, в шесть ужинал, затем начиналось чтение, в девять следовали молитвы, в десять вечера — сон. В двенадцать ночи — ночные молитвы, затем опять сон до трёх часов. Именно так происходило во время пребывания Константиновского во Ржеве по наблюдениям его зятя Н. Грешищева. Таким образом, можно сделать вывод о том, что образ жизни протоиерея больше напоминал монашеский.
Внешность отца Матфея не отличалась особенно яркими и выразительными чертами и контрастировала с его замечательными ораторскими свойствами: «Отец Матвей не мог привлекать или поражать своих слушателей какою-либо чертою внешней красоты; он был невысок ростом, немножко сутуловат; у него были серые, нисколько не красивые, и даже не особенно выразительные, глаза, реденькие, немножко вьющиеся светло-русые (к старости, конечно, с проседью) волосы, довольно широкий нос; одним словом, по наружности и по внешним приёмам это был самый обыкновенный мужичок, которого от крестьян села Езьска или Диева отличал только покрой его одежды. Правда, во время проповеди, всегда прочувствованной и весьма часто восторженной, а также при совершении знаменательных литургических действий лицо его озарялось и светлело; но это были преходящие последствия внезапного восхищения, по миновании коих наружность его принимала свой обычный незначительный вид».
Ещё один ржевский протоиерей — Фёдор Иванович Образцов, — младший современник Матвея Александровича, написал о своём земляке яркие воспоминания, уточняющие аскетизм Матвея Александровича: «Прежде всего припоминаю внешний вид отца Матфея. Говорят, что он был суровый, печальный, строптивый, мрачный фанатик. Ничего такого не было в отце Матфее. Стоит только взглянуть на портрет его, чтобы усомниться в этих словах. Напротив, он всегда был жизнерадостен: мягкая улыбка очень часто виднелась на его кротком лице, когда он говорил с другими; никто не слыхал от него гневного слова, никогда он не возвышал своего голоса: всегда был ровный, спокойный, самообладающий».
В. А. Воропаев считает, что сила проповеди Константиновского заключалась именно в последовательности проповедника: он не только наставлял других, но и сам в первую очередь исполнял то, что требовал от своих духовных чад. По Воропаеву, аскетизм не может быть помехой жизнерадостности, по его словам, «это и типично для православного аскета. Сам великий постник, отец Матфей от других не требовал непосильных подвигов. Последним делился он с неимущими, никто из приходивших в его дом не получал отказа в гостеприимстве, ни один нищий не уходил от него голодным».

## Духовное наставничество

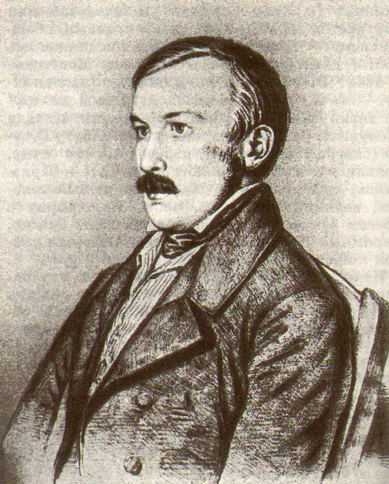
Граф Александр Петрович Толстой

Тертий Филиппов, говоря о необыкновенных проповеднических заслугах Константиновского, другим немаловажным свойством отца Матфея считал его способность быть наставником, духовным отцом по отношению к тем своим отдельным чадам, кто искал в нём дополнительной поддержки: «Смолоду наклонный к подвижнической жизни и способный перенести всякое самое тяжкое лишение, восторженным чувством художника любя великолепие православного чина, в котором он не позволял себе опустить ни единой черты, и, что всего важнее, обладая даром слова, превосходящим всякую меру, он с первых же лет своего служения Церкви сделался учителем окрест живущего народа, и везде, где ни приходилось ему действовать, делался центром, около которого собиралось всё, искавшее христианского пути и имевшее нужду в исцелении душевных язв, в восстановлении упадших сил и в ободрении на внутренний подвиг».
Несмотря на то, что Матвей Александрович был всего лишь обычным провинциальным священником, происходившим из народных низов, иные тверские помещики из губернии специально переселялись во Ржев, чтобы отдать себя в духовное руководство ржевскому протоиерею. Были и такие из людей образованных, кто в поисках праведной христианской жизни желали его духовного наставничества. Своим духовным наставником отца Матфея считал архимандрит Михаил, Тертий Филиппов, граф Александр Толстой, Николай Гоголь. Константиновский поддерживал духовные связи с семейством Адлербергов.
Филиппов так рассказывает о знакомстве отца Матфея и графа Толстого, бывшего в то время тверским губернатором, исхлопотавшим Константиновскому переезд из Езська во Ржев. Встреча произошла в Спасо-Преображенской церкви во время службы, которую вёл отец Матфей. Губернатор вошёл в храм, сопровождаемый свитой местных чиновников, ретиво прокладывающих дорогу графу в толпе молящихся. Шум и давка, произведённые этой процессией, не понравились новому священнику. Когда обедня была завершена, Константиновский произнёс свою проповедь, в которой кратко, но решительно обличил беспардонность чиновников. Граф Толстой был приятно удивлён такой смелостью и нелицеприятностью и проникся уважением к принципиальному священнику. С этого урока, преподнесённого строгим проповедником губернатору, начались их многолетние дружеские отношения, но при этом скромный граф довольствовался ролью духовного сына отца Матфея.
Граф Толстой в лице Матвея Александровича получил эталон идеального православного священника, искренне пекущегося об благочестии своей паствы, не на словах, а всем своим душевным складом показывающего пример веры «которая выражается не в одних только благочестивых размышлениях, но во всём составе жизни, в каждой подробности действий, в ежеминутном ощущении присутствия и заступления промышляющего о Своем создании Бога, в совершенном изгнании из сердца всякого человеческого страха и всякой житейской заботы и которая одна только и заслуживает своего высокого именования». Константиновский оставался духовным наставником графа Толстого даже тогда, когда тот занял пост обер-прокурора Святейшего Синода, он и благословил графа на этот поступок. По словам Гоголя, граф А. П. Толстой стремился к Константиновскому «как птица из клетки на волю» (Гоголь — Константиновскому 9 мая 1847 г.)
Обаяние личности М. А. Константиновского на Толстого не прекратилось со смертью ржевского протоиерея. Об этом, а также о характере мистического умонастроения бывшего обер-прокурора, навеянного влиянием отца Матфея, красноречиво свидетельствуют письма А. П. Толстого в Оптину пустынь старцу Амвросию. Одно из писем описывает сновидение, посетившее графа А. П. Толстого 7 июля 1871 года.

Как будто нахожусь в своем доме и стою в прихожей; далее — комната, в которой на простенке между окон находится икона в большом размере Бога Саваофа, издающая ослепительный свет, так что из другой комнатки (то есть, прихожей) нельзя было смотреть на неё. Затем ещё далее комната, в которой находятся протоиерей Матвей Александрович (Константиновский) и митрополит (уже покойный) Филарет; и эта комната вся наполнена книгами: по стенам от потолка до пола книги; на длинных столах грудами книги… И мне непременно нужно пройти в эту комнату, но меня удерживает страх, как пройти через такой поражающий свет. Но необходимость принуждает преодолеть страх, и я с ужасом, закрыв лицо рукою, перехожу первую комнату и, войдя в следующую, вижу протоиерея Матвея Александровича в переднем углу. Он читает книгу. А ближе к двери стоит митрополит, одетый в простую чёрную рясу; на голове скуфейка; в руках разогнутая книга; и головой показывает мне, чтобы и я нашёл подобную книгу и развернул её. В то же время митрополит, поворачивая листы своей книги, говорит: «Рим. Троя. Египет. Россия. Библия».— Нилус С. А., «Близ грядущий антихрист и царство диавола на земле», Сергиев посад, 1911.
В этом сне-предзнаменовании слова «книги» Матфея Константиновского старец Амвросий, по указанию Савелия Дудакова, связывает с апокалиптическим концом России: «Это может означать, что если и в России ради презрения заповедей Божьих и ради других причин, оскудеет благочестие, тогда уж неминуемо должно последовать конечное исполнение того, что сказано в конце Библии, то есть в Апокалипсисе св. Иоанна Богослова».
По указанию В. А. Воропаева, А. П. Толстой выслал М. А. Константиновскому книгу ещё одного своего знакомого — иеросхимонаха Сергия «Письма Святогорца к друзьям своим о Св. горе Афонской», и отец Матфей читал её на первой неделе Великого поста с амвона вместо поучений.
Тертий Филиппов, называя протоиерея Матфея «нашим общим духовным отцом» (общим с А. П. Толстым), который «играл в истории нашей внутренней жизни весьма важную роль», тем не менее оговаривает, что эта роль имела неоднозначное значение на его собственную судьбу: «…Как вам известно, он ни на минуту не выступал из области чудесного и явлениям самым обыкновенным любил придавать чрезвычайный смысл. Я испытал сам на своей душе вредное влияние этой черты его ума; суеверие, в которое он впадал, прилипло и к моему уму, и мне нужны были усилия, чтобы освободить свою душу от этого порабощения…» Из этого следует, что Тертий Иванович впоследствии не безоговорочно принимал в Константиновском некоторые черты его характера, а также верования ржевского протоиерея, не имеющие ничего общего с подлинным православием (суеверие), осуждая себя за ту невольную лёгкость, с которой он подпадал под гипнотизм и обаяние красноречия ржевского златоуста.
Приятель Филиппова по славянофильской «молодой редакции» журнала «Москвитянин», известный драматург А. Н. Островский, в июне 1856 года специально приехал во Ржев, чтобы услышать известного проповедника. В своём дневнике 12 июня он отметил: «В середу был в соборе у вечерни и оттуда у о. Матвея. Говорил об усилиях дьявола против него и о раскольниках». По мнению Р. А. Штильмарка со ссылкой на П. И. Мельникова-Печёрского о генезисе героев «Грозы», Кабаниха могла выйти только из Ржева с его силой духа старообрядчества и кипением страстей между староверами и синодалами.
Таким образом, граф А. П. Толстой, М. А. Константиновский и Т. И. Филиппов представляли собой некий центр православной мысли, людей, объединённых общими духовными запросами, вокруг которого в 40—60-е годы группировалось значительное число мирян, иереев, монашествующих, и чьё влияние испытал на себе в последние годы своей жизни Николай Васильевич Гоголь.

## Гоголь и отец Матфей

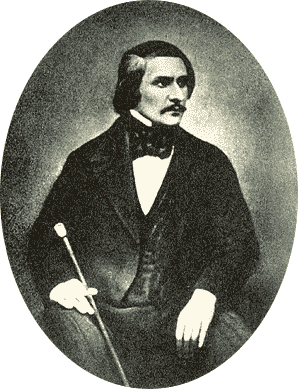
Н. В. Гоголь

Отношения Николая Гоголя и Матвея Александровича Константиновского привлекают непреходящий интерес биографов, литературоведов, историков, писателей, художников и религиозных деятелей. Этой теме посвящены десятки книг: биографические работы, мемуары, эссе, научные монографии, живописные полотна. Исследователей привлекала загадочная связь между отношениями двух людей и неожиданной смертью писателя. Высказывались различные предположения о глубокой зависимости Гоголя от проникновенных суждений и оценок ржевского протоиерея.
Эти суждения, как правило, имели диаметрально противоположную оценку действий священника от огульно отрицательной, до всецело положительной и зачастую зависели от идеологических и политических пристрастий человека, их высказывающего.
С тех пор, как писатель и священник во вторник 5 февраля 1852 года попрощались у поезда на Петербургском вокзале в Москве, Гоголь принимает решение говеть (ещё на масленице, за неделю до Великого поста), усердно молится, сжигает свои рукописи, в том числе почти законченную рукопись «Мёртвых душ», вскоре совершенно отказывается от еды и тихо угасает без признаков серьёзного заболевания, апатично отказываясь от помощи врачей и не проявляя стремления продлить свою жизнь («Оставьте меня, мне хорошо»; «Надобно же умирать, а я уже готов, и умру…» и т. п.)
Смерти писателя предшествовали пять лет знакомства Николая Васильевича и Матвея Александровича, сначала заочного по переписке, затем и личного. Отношения двух людей менялись с течением времени, но не стали равноправными. Это были отношения наставника и подопечного, а историк Н. П. Барсуков недвусмысленно характеризует их как подчинение Гоголя Константиновскому.
О необыкновенном ржевском священнике Гоголь узнал от А. П. Толстого. В 1847 году, находясь в Неаполе, писатель тяжело переживал неуспех своей новой книги «Выбранные места из переписки с друзьями», осуждаемой повсеместно как хулителями, так и друзьями и почитателями писателя. В свете этого Гоголь в первом своём февральском письме обратился за мнением о книге к ржевскому протоиерею: «Я прошу вас убедительно прочитать мою книгу и сказать мне хотя два словечка о ней, первые, какие придутся вам, какие скажет вам душа ваша. Не скройте от меня ничего и не думайте, чтобы ваше замечание или упрёк был для меня огорчителен. Упрёки мне сладки, а от вас ещё будет слаще. Не затрудняйтесь тем, что меня не знаете; говорите мне так, как бы меня век знали».

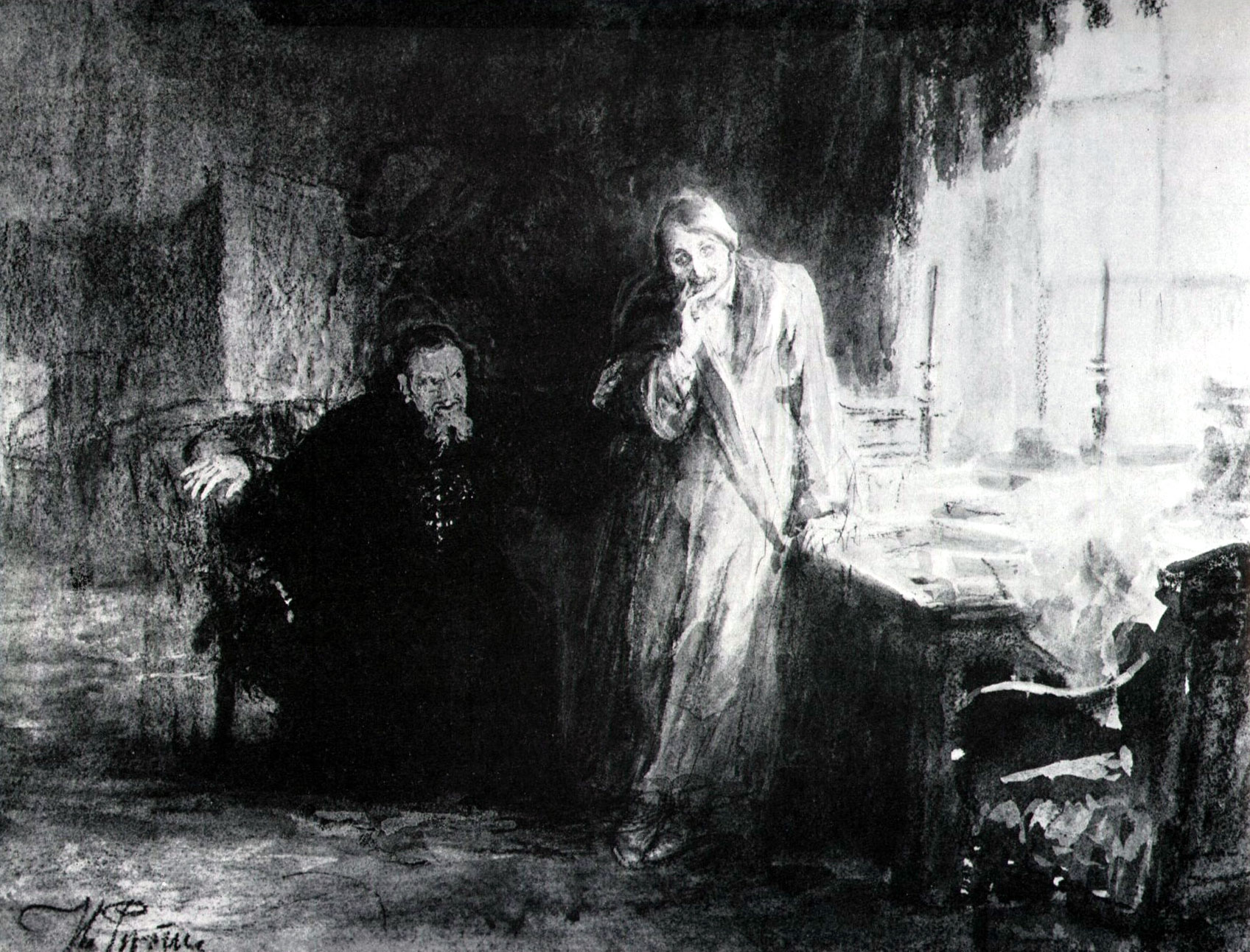
И. Е. Репин, «Гоголь и отец Матвей», 1902

Затем Гоголь попросил П. А. Плетнёва выслать во Ржев два экземпляра книги: одну протоиерею, другую — на усмотрение Константиновского. Пришедший от священника ответ был ещё одним ударом по самолюбию писателя. Из контекста последующей переписки явствует, что о. Матфей высказался отрицательно как о всей книге в целом, так и об отдельных частях «Выбранных мест»; Константиновскому не понравилось самозваное православное учительство Гоголя и попытка христианского взгляда на светский театр. Упрёков Константиновского заслужила статья Гоголя «О театре, об одностороннем взгляде на театр и вообще об односторонности» за противоречащую целям православной Церкви направленность.
Между двумя корреспондентами из Ржева и Италии завязалась полемика о том, каким могло быть соотношение светского и церковного в жизни мирянина. Письма Константиновского Гоголю (за исключением последнего) до настоящего времени не сохранились (возможно, они были уничтожены А. П. Толстым по просьбе отца Матфея после непонятной кончины писателя либо самим Гоголем). В своих письмах Гоголь настаивал: «Закон Христов можно внести с собой повсюду… Его можно исполнять также и в званьи писателя». «Не знаю, сброшу ли я имя литератора, потому что не знаю, есть ли на это воля Божия…», «Если бы я знал, что на каком-нибудь другом поприще могу действовать лучше во спасенье души моей и во исполненье всего того, что должно мне исполнить, чем на этом, я бы перешёл на то поприще. Если бы я узнал, что я могу в монастыре уйти от мира, я бы пошёл в монастырь. Но и в монастыре тот же мир окружает нас…».
Уже написал было к вам одно письмо ещё вчера, в котором просил извиненья в том, что оскорбил вас. Но вдруг милость Божия чьими-то молитвами посетила и меня жестокосердого, и сердцу моему захотелось вас благодарить крепко, так крепко, но об этом что говорить? Мне стало только жаль, что я не поменялся с вами шубой. Ваша лучше бы меня грела.

Обязанный вам вечною благодарностью и здесь и за гробом весь ваш Николай.

Покаянное письмо содержит упоминание о ссоре между двумя людьми, произошедшей накануне. .
12 февраля 1852 г.

Христианская ваша ко мне откровенность и благодушие не ошибусь, скажу — сроднили вас со мною. И потому ваши скука и душевные смущения суть вместе и мои. И потому прошу вас, не унывайте — не отчаивайтесь, во всём благодушествуйте. Как можно, если не сердце, то, по крайней мере, ум ваш держите поближе к Иисусу Христу. Имя Его чаще имейте в устах: оно и далее с Ним познакомить может — натурально, с условием уклоняться от мира и всего яже в нём… Благодарю вас за мену шубами. Будет лето, и не нужна будет ни моя вам, ни мне ваша. Господь видел ваше усердие ко мне, и оно уже принято. Простите, возлюбленный о Господе! Боюсь что-то я за вас — не сборол бы вас общий враг наш. Но и чувствую вместе с тем какую-то надежду, и вы не посрамитесь пред Господом в день явления славы Его… Желаю вам в Святой Евхаристии ощутительно вкусить и познать, сколь благ Господь наш. Прощайте и спасайтесь от рода строптивого сего. Благодать Божия да будет с вами везде и всегда — молящийся о сем, вас о Христе любящий протоиерей Матфей Александров.
 Последнее письмо Константиновского, единственное из сохранившихся, Гоголь ещё успел прочитать его, оно было послано не по почте, а с оказией. 
Из этих слов историк Н. П. Барсуков сделал вывод о том, что отец Матфей склонял писателя к прекращению литературной деятельности и уходу в монастырь, но В. А. Воропаев оспаривает этот вывод историка: «На самом деле отец Матфей советовал Гоголю другое: „слушаться Духа, в нас живущего, а не земной телесности нашей“; „оставивши все хлопоты и вещи мира… поворотить во внутреннюю жизнь“; читать Евангелие, святых отцов». Уничтожение писем Константиновского не позволяет сделать окончательный вывод о характере наставлений ржевского протоиерея писателю.
На протяжении нескольких писем писатель вынужден был оправдываться перед священником за свою книгу «Выбранные места из переписки с друзьями». «Желание и жажда добра, а не гордость, подтолкнули меня издать мою книгу, а как вышла моя книга, я увидел на ней же, что есть во мне и гордость, и самоослепление, и много того, чего бы я не увидал, если бы не была издана моя книга. Эта строптивость, дерзкая замашка, которая так оскорбила вас в моей книге, произошла тоже от другого источника». В то же время Гоголь с самого начала твёрдо заявил своё несогласие с категоричными утверждениями священника о вреде его книги: «Не могу скрыть от вас, что меня очень испугали слова ваши, что книга моя должна произвести вредное действие и я дам за неё ответ Богу. Я несколько времени оставался после этих слов в состоянии упасть духом, но мысль, что безгранично милосердие Божие, меня поддержала… За что Богу так ужасно меня наказывать? Нет, он отклонит от меня такую страшную участь, если не ради моих бессильных молитв, то ради молитв тех, которые ему молятся обо мне и умеют угождать ему, ради молитв моей матери, которая из-за меня вся превратилась в молитву»
С некоторыми аргументами священника Гоголь вынужден был согласиться: «Всё, что говорите вы об учительстве, принял очень к сведению и вследствие этого, разумеется, взглянул пристальнее и на себя и на учительство». Во всём остальном писатель отстаивает концепцию своей книги, оспаривая мнение проповедника о вреде «Выбранных мест»: «Что же касается до мненья, будто книга моя должна произвести вред, с этим не могу согласиться ни в каком случае. В книге, несмотря на все её недостатки, слишком явно выступило желанье добра. Несмотря на многие неопределительные и тёмные места, главное видно в ней ясно, и после чтения её приходишь к тому же заключенью, что верховная инстанция всего есть Церковь и разрешенье вопросов жизни — в ней» («Авторская исповедь»).
В 1848 году писатель решил вернуться на родину, а предварительно совершить паломничество на Святую землю. Первым в числе тех, кого Гоголь собирался помянуть у Гроба Господня, — отец Матфей. По дороге в Иерусалим Гоголь написал Константиновскому исповедальное письмо, характеризуя свою последнюю книгу как «какие-то исполинские замыслы на что-то вроде вселенского учительства» и делясь своими сомнениями: «Мне кажется даже, что во мне и веры нет вовсе…».
Точное время личного знакомства Гоголя и Константиновского для исследователей писателя остаётся неизвестным. Согласно одной из гипотез, основанной на устном воспоминании соборного звонаря ржевского Успенского собора, Гоголь прибыл во Ржев осенью 1848 года на пути из Петербурга в Москву. Однако Воропаев на основании писем Гоголя предполагает, что в 1848 году эта встреча не могла состояться, Гоголь мог побывать во Ржеве не раньше 1849 года, а личное знакомство двух людей произошло в Москве в Рождество 1849 года в доме А. П. Толстого. Из переписки Гоголя и Константиновского явствует, что отец Матфей хлопотал через Гоголя об устройстве своей дочери в пансион В. С. Шереметевой и добился успеха. Гоголь выслал необходимые книги сыну Константиновского Дмитрию и интересовался здоровьем домашних.
Всего известны 17 писем, написанных Гоголем о. Матфею, в том числе 4 письма в 1847 году, 6 писем в 1848 году, в следующем году в связи с началом личного знакомства писем писателя не было вообще, а в 1850 году Гоголем отправлено 5 писем, одно письмо в конце 1851 года и одно прощальное предсмертное письмо в феврале 1852 года. Письма 1847—1848 года более пространные и развёрнутые, в то время как более лаконичные письма последних двух лет говорят о том, что собеседники успели обсудить основной круг интересующих их вопросов. Почти в каждом из этих писем присутствуют горячие просьбы Гоголя о молитвах священника за него, а также за А. П. Толстого: «Он думает, что ваши молитвы о нём действительней его молитв». Того же мнения придерживается Гоголь о молитвах священника, направленных на его писательское спасение: «Цель моей книги была добрая, но вы видите сами, что обо мне нужно молиться более, чем о всяком другом человеке».
Последние встречи Гоголя и Константиновского происходили в доме графа А. П. Толстого, где до этого в 1849 году и началось их личное знакомство. Гоголь жил в этом доме последние несколько лет на правах духовно близкого к графу человека. Таким же близким для Толстого человеком был и Константиновский, который останавливался в доме графа во время своих приездов из Ржева в Москву. В этот раз отец Матфей приехал 30 или 31 января. Гоголь незадолго до этого тяжело пережил смерть сестры Н. М. Языкова и жены А. С. Хомякова — Екатерины Михайловны Хомяковой, умершей 26 января в возрасте 35 лет.
27 января Гоголь обречённо сказал: «Всё для меня кончено». Но уже 30 января он испытал некоторое облегчение, заказав панихиду по умершей, об этом он сообщил Аксаковым и добавил при этом: «Но страшна минута смерти». Постепенно он возвратился к правке корректуры своего нового собрания сочинений. Приехавшему отцу Матфею Гоголь предложил для ознакомления беловик второй части «Мёртвых душ», с тем, чтобы выслушать его мнение, но получил отказ священника:

Дело было так: Гоголь показал мне несколько разрозненных тетрадей с надписями: глава, как обыкновенно писал он главами. Помню на некоторых было надписано: глава I, II, III, потом должно быть VII, а другие были без означения; просил меня прочитать и высказать своё суждение. Я отказывался, говоря, что я не ценитель светских произведений, но он настоятельно просил, и я взял и прочитал. Но в этих произведениях был не прежний Гоголь. Возвращая тетради, я воспротивился опубликованию некоторых из них. В одной или двух тетрадях был описан священник. Это был живой человек, которого всякий узнал бы, и прибавлены такие черты, которых… во мне нет, да к тому же ещё с католическими оттенками, и выходил не вполне православный священник. Я воспротивился опубликованию этих тетрадей, даже просил уничтожить. В другой из тетрадей были наброски… только наброски какого-то губернатора, каких не бывает. Я советовал не публиковать и эту тетрадь, сказавши, что осмеют за неё даже больше, чем за Переписку с друзьями…— Из воспоминаний Ф. И. Образцова о священнике Матвее Константиновском. «Тверские епархиальные ведомости», 1902, № 5.

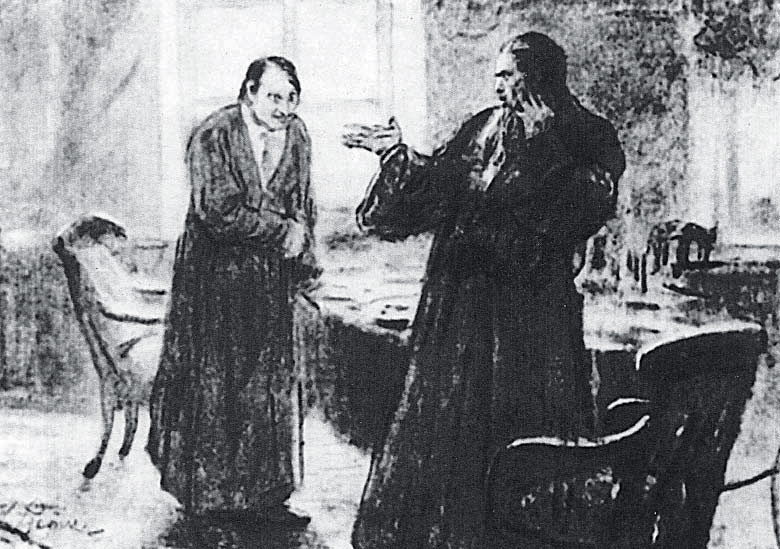
«Обличение Гоголя отцом Матвеем», иллюстрация Ильи Репина к книге Ивана Щеглова «Подвижник слова», 1909

Таким образом, священник стал последним прижизненным читателем второй части «Мёртвых душ». Возможно, единственным читателем самого завершённого варианта самого любимого Гоголем произведения, над которым писатель работал последние семнадцать лет своей недолгой жизни. Как и в случае с отрицательным отзывом Константиновского на «Избранные места из переписки с друзьями», Гоголь остро переживал нелицеприятное мнение Константиновского о второй части поэмы. Между ними происходили резкие беседы большей частью без свидетелей, которые, в конце концов, закончились ссорой. Основным содержанием разговоров становится недостаточное смирение и благочестие Гоголя, о чём позднее сообщил ржевский священник Фёдор Образцов, а также знакомый А. П. Толстого врач-психотерапевт А. Т. Тарасенков со слов самого графа: «М.[атвей] А.[лександрович] прямо и резко, не взвешивая личности и положения, поучал, с беспощадною строгостью и резкостью проповедовал истины евангельские и суровые наставления церкви. Он объяснял, что если мы охотно делаем всё для любимого лица, то чем мы должны дорожить для Иисуса Христа, Сына Божия, умершего за нас. Устав церковный написан для всех; все обязаны беспрекословно следовать ему; неужели мы будем равняться только со всеми и не захотим исполнить ничего более? Ослабление тела не может нас удерживать от пощения; какая у нас работа? Для чего нам нужны силы? Много званых, но мало избранных. За всякое слово праздное мы отдадим отчёт, и проч… Разговоры этого духовного лица так сильно потрясали его, что он, не владея собою, однажды прервав речь, сказал ему: „Довольно! Оставьте, не могу далее слушать, слишком страшно!“»
Одним из поводов для ссоры, возможно, был разговор о литературе, а именно об А. С. Пушкине, о котором сообщил Фёдор Образцов: «О. Матфей, как духовный отец Гоголя, взявший на себя обязанность очистить совесть Гоголя и приготовить его к христианской непостыдной кончине, потребовал от Гоголя отречения от Пушкина. „Отрекись от Пушкина, — потребовал о. Матфей. — Он был грешник и язычник…“ Известно, что Гоголь до благоговения почитал Пушкина, — пишет Образцов, — считая его каким-то божеством для себя, которое вдохновляло его в творчестве. Потому отречение от Пушкина для Гоголя было крайним актом самоотвержения… Как смотрел о. Матфей на Пушкина? О. Матфей, сам поэтическая натура, мог ли не понимать красоты пушкинской поэзии? Он отчётливо понимал, но только советовал, особенно молодым людям, осторожно читать Пушкина, говоря, что много у него хорошего, но много и греховного… В суждении о Пушкине обыкновенно эта сторона — злоупотребление дарованиями — замалчивается, а между тем это злоупотребление, не допущенное в печати, сильно было pаспpостранено в pукописях среди молодёжи, когда печатные стихотворения его были очень pедки».
Протоиерей Образцов задаётся вопросом, что заставило Константиновского потребовать такого сурового отречения Гоголя от любимого им поэта? По словам отца Матфея, «я считал необходимым это сделать». Однако литературный спор был не единственной причиной разногласий писателя и священника. «„Но было и ещё…“ — прибавил о. Матфей. Но что же ещё? Это осталось тайной между духовным отцом и духовным сыном. „Врача не обвиняют, когда он по серьёзности болезни прописывает больному сильные лекарства“», — сказал Константиновский в своё оправдание. В том же русле строятся предположения Тертия Филиппова. «По словам о. Матфея, в то время, во время знакомства его с Гоголем, Гоголь был не прежний Гоголь, а больной, совершенно больной человек, изнуренный постоянными болезнями, цвет лица был землянистый, пальцы опухли; вследствие тяжких продолжительных страданий художественный талант его угасал и даже почти угас, — это чувствовал Гоголь: и к страданиям тела присоединились внутренние страдания. Старость надвигалась, силы ослабели, и особенно сильно преследовал его страх смерти. В таком состоянии невольно возбуждается мысль о Боге, о своей греховности. „Он искал умиротворения и внутреннего очищения“. — „От чего же очищения?“ — „В нем была внутренняя нечистота“. — „Какая же?“ — „Нечистота была, и он старался избавиться от ней, но не мог. Я помог ему очиститься, и он умер истинным христианином“, — сказал о. Матфей. С ним повторилось обыкновенное явление русской жизни. Наша русская жизнь немало имеет примеров того, что сильные натуры, наскучивши суетой мирской или находя себя неспособными к прежней широкой деятельности, покидали все и уходили в монастырь искать внутреннего умиротворения и очищения своей совести. Так было и с Гоголем. „Что ж тут худого, что я Гоголя сделал истинным христианином?“»
Предполагал ли протоиерей, что духовный недуг писателя окажется столь серьёзным, что единственным выходом из него будет смерть писателя, осталось невыясненным. Судя по всему, предполагал, поскольку Матвей Александрович решает вполне здорового к тому времени писателя «приготовить… к христианской непостыдной кончине». В. А. Воропаев утверждает, что «как духовный отец писателя, он заботился о его вечном спасении. Более того, будучи, по свидетельству многих, пpозорливцем, он, по всей видимости, предвидел смерть Гоголя и старался приготовить его к ней».
Ссора духовного отца и сына не помешала Гоголю отправиться 5 февраля провожать Матвея Константиновского на вокзал железной дороги. Прощание перед вагоном положило начало взаимному прощению обид, завершившемуся в заключительных письмах. В письме Гоголя, отправленном во Ржев уже на следующий день, писатель попросил извинения за свою резкость и с сожалением напомнил о несостоявшемся символическом обмене шубами, который предлагал совершить до этого протоиерей Матфей. Воропаев акцентирует внимание на подписи в этом письме: не просто «Гоголь» или «Николай Гоголь», а «Николай» — иначе говоря, раб Божий Николай, то есть человек, всецело вверяющий себя Богу

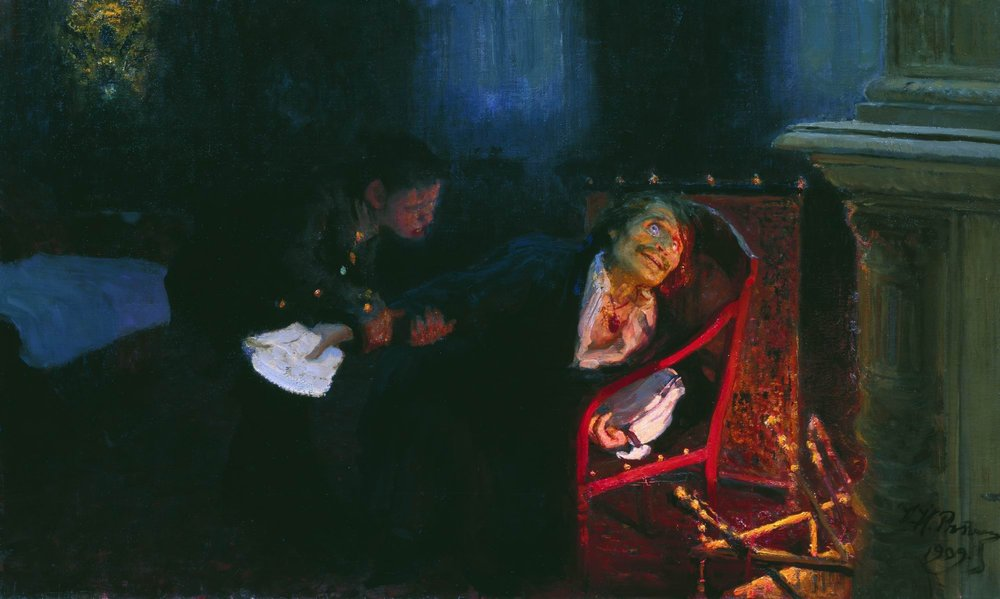
«Самосожжение» Гоголя. Картина работы И. Репина (1909)

После разговоров с Константиновским и до отъезда священника поведение Гоголя резко изменилось. 4 февраля он пожаловался С. П. Шевырёву на дурное расположение духа и отказался от совместной работы с ним над правкой корректуры. На следующий день Гоголь жалуется Шевырёву на нездоровье и отправляется к своему духовнику отцу Иоанну Никольскому, настоятелю церкви Преподобного Саввы Освященного на Девичьем Поле с просьбой о причащении (ещё до проводов отца Матфея на вокзале Петербургско-Московской железной дороги). Начинается череда причащений, исповедей и соборований писателя. Он затребовал себе церковный Устав, за неделю до Великого поста начал говеть, почти полностью прекратил приём пищи. С 10 февраля ввиду слабости он прекратил выезжать из дому, в ночь на двенадцатое февраля Гоголь сжигает свои рукописи. Незадолго перед смертью Гоголь получил ответ от священника — письмо от 12 февраля.
Литературовед Сергей Дурылин считает, что подавленное настроение Гоголя перед смертью было вызвано ссорой с Константиновским и желанием примирения, прощения за причинённую «обиду». После того, как ответное письмо Константиновского принесло ему желанное прощение, настроение Гоголя изменилось в лучшую сторону, писатель почувствовал облегчение. По мнению Воропаева, священник напутствовал в этом письме своего духовного сына перед смертью, приготовляя писателя к ней и оберегая его от искушения общего врага (диавола). Но получив желанное прощение, писатель по-прежнему готовил себя к смерти, отказываясь от помощи врачей, стремившихся любой ценой вернуть писателя к жизни: «Оставьте меня, мне хорошо» — А. Т. Тарасенкову. М. П. Погодину: «Надобно меня оставить, я знаю, что должен умереть»; и перед самой смертью: «Как сладко умирать!»
Реакция Констаниновского на скорую смерть его духовного чада осталась современникам неизвестной. Много позднее, накануне своей смерти отец Матфей признавался отцу Фёдору Образцову: «Будут бранить меня, ох, сильно будут бранить. — За что же? Ваша жизнь такая безупречная! — Будут бранить, будут. — Не за Гоголя ли? — Да, и за Гоголя, и за всю жизнь мою. Но я не раскаиваюсь в жизни своей, не раскаиваюсь и за отношения мои к Николаю Васильевичу». Далее протоиерей Образцов отметил: «Свидетельствую совестию, что это точные слова о. Матфея, сказанные им за три месяца до своей смерти и лично мною слышанные».
Расположенный к Матвею Константиновскому Тертий Филиппов делает следующий вывод: «Имело ли последнее свидание Гоголя с о. Матвеем влияние на его предсмертное настроение, сказать наверное не могу; но считаю его весьма вероятным, сопоставляя роковой случай с другими ему подобными, в которых такого рода влияние о. Матвея не подлежит сомнению».
Как оказалось, предвидение отца Матфея в отношении упрёков за его роль в смерти Гоголя сбылось. Но споры начались задолго до этого. Гоголь весьма высоко ценил ржевского протоиерея. В письме к графу Толстому от 13 апреля 1848 года он писал: «По-моему, это умнейший человек из всех, каких я доселе знал, и если я спасусь, так это, верно, вследствие его наставлений…» Самому же Константиновскому он говорил: «Может быть, вам душа моя известна больше, чем мне самому» (из письма от 30 декабря 1850 года). Однако корреспондент Гоголя К. И. Марков был иного мнения о ржевском священнике: «Сколько мне известно, вам рекомендовал его граф Толстой, но, вероятно, преувеличил его достоинства. Как человек, он, действительно, заслуживает уважения; как проповедник, он замечателен — и весьма; но как богослов, — он слаб, ибо не получил никакого образования. С этой стороны я не думаю, чтобы он мог разрешить сколько-нибудь удовлетворительно ваши вопросы, если они имеют предметом не чистую философию, а богословские тонкости… О. Матвей сможет говорить о важности постов, необходимости покаяния, давно известных предметах, но тщательно избегает трактовать о сюжетах чисто богословских и не может даже объяснить двенадцати догматов наших, то есть, членов символа веры, а в истинном понятии их и заключается христианство, ибо добродетель была проповедуема всеми народами».

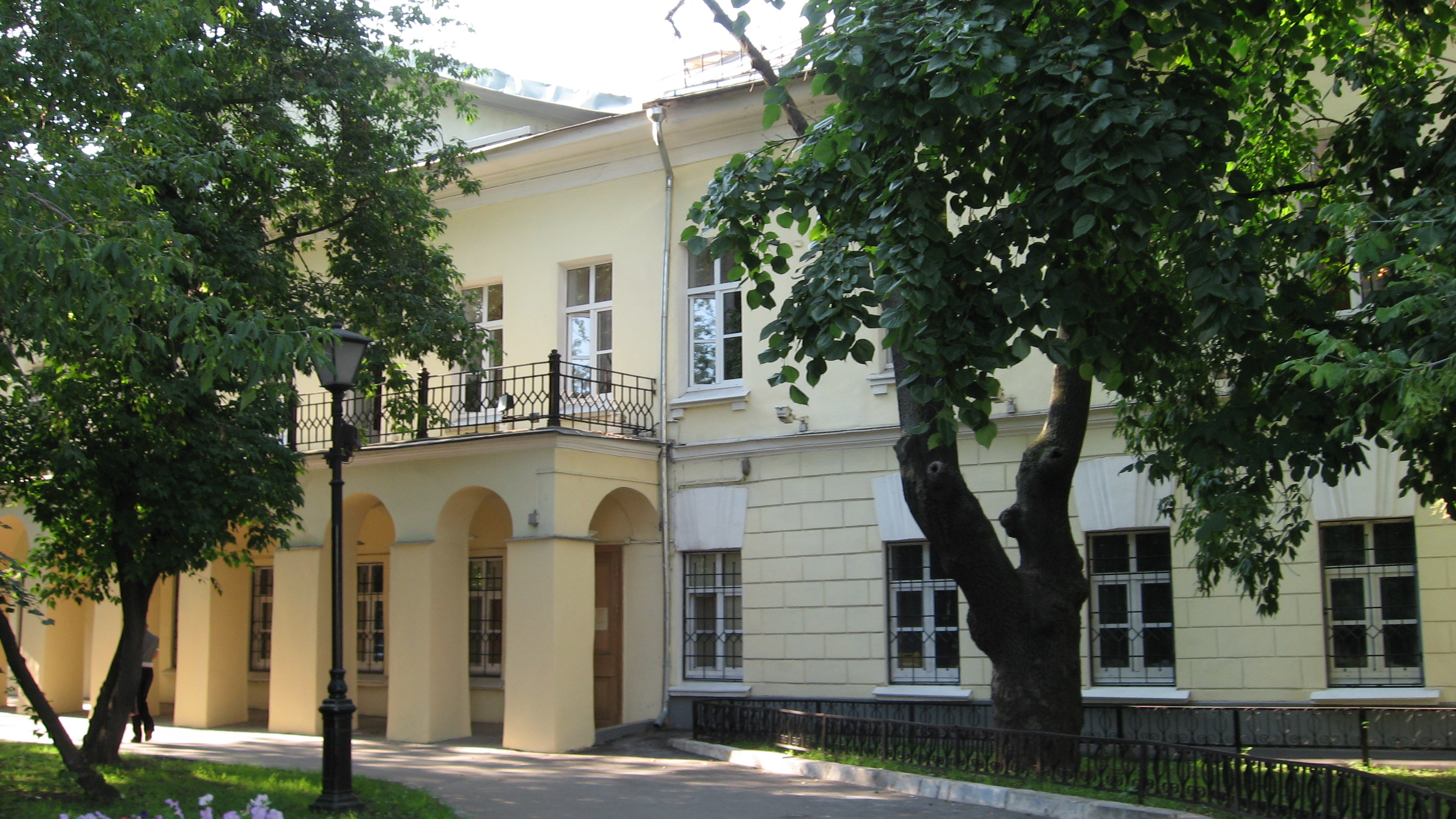
Особняк А. И. Талызина на Никитском бульваре, занимаемый в 1850-х гг. графом А. П. Толстым. Здесь происходили последние встречи Константиновского и Гоголя, здесь разыгралась заключительная драма писателя.

Тертий Филиппов предполагал, что Гоголь находил для себя в Матвее Константиновском что-то своё, чего не могли знать люди, не испытавшие творческого кризиса, подобного автору «Мёртвых душ». «О. Матвей не раз сообщал мне с некоторым даже удивлением о том впечатлении, которое его рассказы об этих высоких явлениях духа в нашем народе производили на Гоголя, слушавшего их, по библейскому выражению, отверстыма устама и не знавшего в этом никакой сытости. Рассказчик едва ли и сам сознавал, какую роль в этом деле, кроме самого содержания, играло высокое художество самой формы повествования. Дело в том, что, в течение целой четверти века обращаясь посреди народа, о. Матвей, с помощью жившего в нём исключительного дара, успел усвоить себе ту идеальную народную речь, которой так долго искала и доныне ищет, не находя, наша литература, и которую Гоголь так неожиданно обрел готовою в устах какого-то в ту пору совершенно безвестного священника. Тот же склад речи лежал и в основе церковной проповеди о. Матвея, хотя сюда по необходимости входили и другие стихии слова (как, например, церковно-славянская), которые он успел необыкновенным образом между собою мирить и сливать в единое, цельное и исполненное красоты и силы изложение».
В ответ на прямые обвинения современников во вмешательство священника в творческий процесс писателя и сопричастность к сожжению Гоголем «Мёртвых душ», озвученные Тертием Филипповым («Вас обвиняют в том, что, как духовный отец Гоголя, вы запретили писать ему светские творения») Константиновский оправдывался следующим образом: «Неправда. Художественный талант есть дар Божий. Запрещения на дар Божий положить нельзя; несмотря на все запрещения, он проявится, и в Гоголе временно он проявлялся, но не в такой силе, как прежде. Правда, я советовал ему написать что-нибудь о людях добрых, то есть, изобразить людей положительных типов, а не отрицательных, которых он так талантливо изображал. Он взялся за это дело, но неудачно». — "Говорят, что вы посоветовали Гоголю сжечь второй том «Мертвых душ»? — «Неправда, и неправда… Гоголь имел обыкновение сожигать свои неудавшиеся произведения и потом снова восстановлять их в лучшем виде. Да едва ли у него был готов второй том: по крайней мере, я не видал его». Таким образом, Константиновский фактически признал, что способствовал сожжению второй части поэмы «Мёртвые души».

## Матфей Константиновский и его критики
Загадочная смерть Гоголя обусловила расхождение критиков в оценках личности Матвея Александровича Константиновского. Те авторы, кто возлагал вину на отца Матфея за гибель писателя, как правило изображали его ограниченным, мрачным, непреклонным фанатиком-аскетом, изувером, мракобесом и т. д. Оппоненты этой точки зрения делали упор на жизнерадостности, мягкости, самообладании и последовательности священника в вопросах веры и в отношении к своей пастве. Писатель Иван Щеглов (Леонтьев) передаёт легенду о знакомстве Гоголя и Константиновского со слов одного из оптинских старцев: 

Гоголя представляют о. Матвею. О. Матвей строго и вопросительно оглядывает Гоголя: «Вы какого будете вероисповедания?» — Гоголь недоумевает: «Разумеется, православного!» — «А вы не лютеранин?» — «Нет, не лютеранин…» — «И не католик?» — Гоголь окончательно был озадачен: «Да нет же, я православный. Я — Гоголь!.» — «А по-моему выходит — вы просто… свинья!!», — бесцеремонно отрезал о. Матвей. — «Какой же, сударь, вы православный, когда не ищете благодати Божьей и не подходите под пастырское благословенье?..»

Гоголь смутился, растерялся и затем во всё время беседы о. Матвея с другими гостями сосредоточенно молчал. Очевидно было, резкое слово ржевского протоиерея произвело на него неотразимое впечатление. Да и не на него одного только. Профессор Московского университета Шевырёв, присутствовавший при этой сцене, по уходе о. Матвея громко воскликнул:

— Вот так гремели в древности златоусты!.. — И. Л. Леонтьев-Щеглов, «Гоголь и о. Матвей Константиновский», «Новое время», 1901, № 9260
 В. А. Воропаев и В. В. Вересаев ставят под сомнение достоверность этого фантастического эпизода, рассказанного якобы со слов Тертия Филиппова, более похожего на анекдот. Тем не менее, по словам Вересаева, он рисует бытовое восприятие личности отца Матфея на рубеже XIX и XX столетия. При этом сам В. В. Вересаев в своём труде «Гоголь в жизни» называет Константиновского «фанатиком-изувером, имевшим самое гибельное влияние на Гоголя».
Крупнейший гоголевед Василий Гиппиус считал, что Константиновский несомненно поддерживал в Гоголе аскетические настроения, но, по его мнению, «представления об исключительном влиянии его на Гоголя сильно преувеличены».
Михаил Славин, осуждая Константиновского, связывает смерть Гоголя с воздействием на него проповедей священника: «Допустим, намерения священника при этом были благими. Но как часто дорога, вымощенная ими, ведёт вовсе не туда, куда мы хотим. И именно требование отречься от Пушкина, возможно, окончательно сломило больного писателя». По его мнению, «постоянно подчёркиваемые скромность, бессребреничество и благочестие вызывают ощущение какой-то натужной подделки». Он считает, что все попытки священства уйти от объяснения фактов фанатизма Константиновского объясняются биографами как-то чересчур просто и примитивно: «Его преследовали зависть и наветы». Проповеднический дар отца Матфея находит у Славина следующую оценку: «примитивизация Священного Писания и трансформация сакрального в профанное в стенах храма не могут быть поставлены в заслугу любому священнику».
Своё отрицательное мнение о Константиновском Славин подкрепляет авторитетом профессора и протопресвитера Василия Зеньковского, по словам которого отец Матфей «не подходил для духовного руководства таким человеком, каким был Гоголь… были священники с широким пониманием вопроса об отношении Церкви и культуры». Славин также приводит мнение писателя Ивана Щеглова: «…его место было отнюдь не на амвоне городского храма, а в строгом монастырском скиту». Предсмертные слова Константиновского: «…я не раскаиваюсь в жизни своей, не раскаиваюсь и за отношения мои к Николаю Васильевичу» Михаил Славин расценивает и как «глубокую внутреннюю убеждённость в своей правоте», и как проявление примитивного фанатизма. «И чём в таком случае он отличается от Дантеса, видевшего в Пушкине обычного светского человека, а не великого поэта?..», — заключает Славин.
Митрофорный протоиерей Александр Введенский в своей книге, вышедшей в 1913 году, даёт исключительно положительную оценку деятельности Матфея Константиновского, характеризуя его как «приятную и, во всех отношениях, симпатичную личность», подвижника веры, отдававшего себя целиком служению Богу и людям, называя при этом критиков отца Матфея «врагами христианства» и в их числе И. Щеглова-Леонтьева, В. В. Розанова, К. И. Арабажина, Д. С. Мережковского, С. А. Венгерова, П. В. Анненкова, Д. Н. Овсянико-Куликовского. Всем им Введенский противопоставил мнение Е. Поселянина и А. С. Панкратова, известного журналиста, побывавшего во Ржеве и собравшего о Константиновском воспоминания его земляков.
По словам Введенского, личные впечатления Панкратова развеяли в нём предубеждение против деятельности и взглядов отца Матфея, сделали его сторонником священника, поскольку «Гоголь, гениальный писатель, умер до о. Матфея. Ржевскому протопопу остался Николай Гоголь — больной человек, труп гения с разломом в мировоззрении и полным душевным хаосом, человек испуганный „страхом смерти“ — болезнью, которой страдал и от которой умер отец Гоголя». По оценке Панкратова, Ржев при Константиновском жил «общиной апостольского времени». Панкратов оспаривал гонения Константиновского на старообрядцев, праведность Константиновского носила мирской характер. Однажды ржевитяне увидели на небе комету, после чего на всех напал страх: «Скажи, отец, что это такое? Конец мира?» — «Поставьте лестницу и посмотрите… Я-то почем знаю?», — отшутился Константиновский.

## Комментарии
1. ↑  В середине XIX столетия проповеди экспромтом обычным порядком не практиковались. Текст проповеди в условиях николаевской синодально-бюрократической системы надлежало заблаговременно согласовать и утвердить руководством епархии. В основном стандартные проповеди произносились по готовым образцам, утверждённым Святейшим Синодом. Так происходило и в монастырях, в т. ч. в Оптиной Пустыни[3].
2. ↑  Именно так проводил свои предсмертные дни Н. В. Гоголь, не ложась в постель и сидя в полудрёме. В. А. Воропаев усматривает в этом «подражание монашескому обычаю проводить ночной отдых не на ложе, а на стуле, то есть вообще сидя»[12].